# Geschichte der Studentenverbindungen
Die Geschichte der Studentenverbindungen ist eng verknüpft mit der Geschichte der Universitäten. Der Artikel beschreibt die Geschichte der Verbindungen seit den frühen Anfängen an den mittelalterlichen Universitäten, konzentriert sich aber auf die Geschichte der heutigen Formen der Studentenkorporationen.

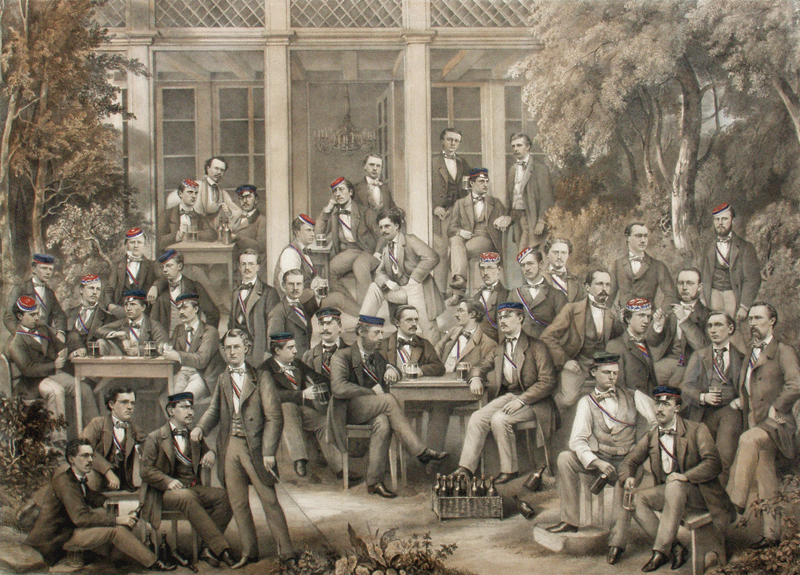
Typisches studentisches Gruppenbild aus den 1850er Jahren, Kolorierte Lithographie, Corps Friso-Luneburgia Göttingen

## Entstehung von Korporationen an europäischen Universitäten
Mit den ersten europäischen Universitäten des 12. und 13. Jahrhunderts entstanden auch Zusammenschlüsse von Studenten. Diese entwickelten bestimmte Formen, die als frühe Vorläufer heutiger Verbindungstraditionen anzusehen sind. Zuvor, ab dem siebten Jahrhundert hatte sich Erziehung vornehmlich in Klosterschulen abgespielt.

### Nationes

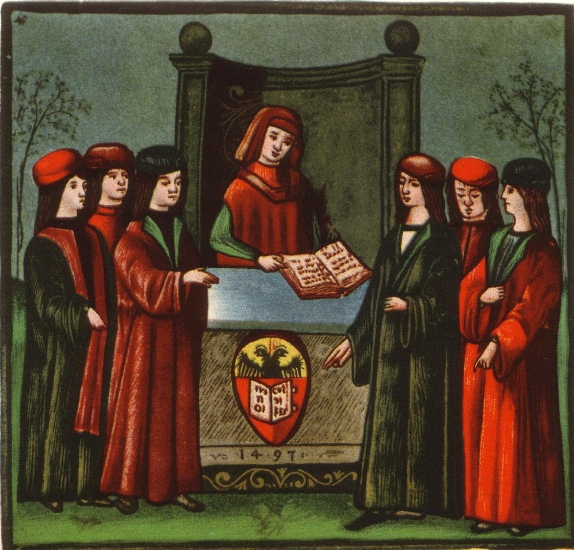
Aufnahme eines Studenten in die Natio Germanica Bononiae, die deutsche Nation an der Universität Bologna (15. Jahrhundert)

An der Sorbonne (um 1200) waren es philosophische, an der Universität Bologna (1088) juristische und an der Universität Salerno (um 1160) medizinische Schulen, die sich allmählich zu großen Gemeinschaften zusammenschlossen, in denen ein Studium generale betrieben werden konnte: den Universitäten.
Im Mittelalter gliederte man die Gesamtheit (universitas) der Professoren und Studenten einer Hochschule in Korporationen, die sich Nationen nannten, von denen es in Paris vier, in Bologna siebzehn gab.
Sie dienten wie Gilden dem Schutz ihrer Mitglieder, die sich für die Rechte ihrer Mitglieder einsetzten und darüber hinaus im Rahmen der Korporation „Universität“ konstitutiven Charakter hatten. Das wird besonders deutlich in Bologna, wo sich die Universität schon früh „universitas magistrorum et scholarium“ nannte und wo die Studenten unter anderem das Recht der Rektorenwahl, das Rektorat selbst und die Kontrollbefugnis über die Professoren innehielten.
Dagegen ist Paris im 13. Jahrhundert als Prototyp der nördlichen Professorenuniversität anzusehen. Auch hier bestanden praktisch die gleichen Nationes, sie wurden jedoch im Gegensatz zu Bologna jeweils von einem Magister geleitet. Weitere Nationes existierten an der Universität Prag, der ersten Universität im Heiligen Römischen Reich. Hier gab es die böhmische Nation für Deutsche und Tschechen, daneben eine bayerische, polnische und sächsische Abteilung.
Heutiger Nachfolger der Nationes ist die heute noch in Schweden auftretende Studentnation, wo die „nationer“ genannten Studentenverbindungen teilweise Aufgaben übernehmen, die in Deutschland den Studentenwerken übertragen sind.

### Kollegien
Parallel zu den nationes entstanden in Paris und England noch die sogenannten „Kollegien“. Als König Heinrich II. 1167 die englischen Studenten aus Paris zurückberief, bildete sich aus den Schulen der Stadt Oxford auch in England ein Studium Generale, eine Universität. Nach einem Streit zogen zu Beginn des 13. Jahrhunderts dreitausend Akademiker von Oxford nach Cambridge und gründeten dort eine neue Universität. Beide Universitäten organisierten sich nach dem Pariser Modell, jede von ihnen hatte zwei Nationen. Da die Universitäten aus verschiedenen Schulen entstanden waren, verteilten sie sich auf viele Gebäude, angemietete Häuser und auch Kirchen, ein Zentralgebäude gab es zunächst nicht. Ein besonderes Problem bildete die Schaffung von Wohnmöglichkeiten für die Studenten. Um Abhilfe zu schaffen, wurden, meist aufgrund von Stiftungen, Kollegien eingerichtet (colleges), in denen die Studenten wohnen konnten und auch unterrichtet wurden. Sie waren Internaten vergleichbar und wurden jeweils von einem Magister geleitet. Dabei handelt es sich um fachliche Zusammenschlüsse ohne Rücksicht auf die Zugehörigkeit zu den nationes.
Das berühmteste Kolleg gründete im Jahre 1257 der Kaplan König Ludwigs des Heiligen, Robert de Sorbonne, das schließlich der ganzen Pariser Universität seinen Namen gab. Es war für arme Theologiestudenten gedacht und nicht landsmannschaftlich begrenzt. Das Leben in diesen Kollegien folgte den Regeln der Bettelorden, Franziskaner, Dominikaner und war entsprechend ausgerichtet. Die Kollegien bestanden bis zur Französischen Revolution fort. In Oxford und in Cambridge bestehen die „Colleges“ als meist reiche Stiftung noch heute, das Tutorensystem sorgt dafür, dass von ihnen aus das Studium geregelt wird, der Promovierte bleibt seinem College als Fellow sein Leben lang verbunden.
Kollegien und nationes regelten somit nicht nur den Studiengang, sondern auch das Privatleben.

## Erste deutsche Universitäten
Die späteren Universitäten in Europa wurden nach dem Muster der genannten Ur-Universität durch Verordnung eines Landesherren oder einer Kommune gegründet, wofür ein päpstliches Privileg erforderlich war. Hatten bis zur Mitte des 14. Jahrhunderts Deutsche noch an einer der ausländischen Universitäten studiert, was dem damaligen Bedarf wohl genügte, so gründete Kaiser Karl IV. 1348 als Landesherr (König) von Böhmen in Prag die erste Universität auf dem Boden des Deutschen Reiches. Es folgten in einer ersten Welle die Universität Wien (1365), die Universität Heidelberg (1386), die Universität zu Köln (1388), die Universität Erfurt (1392) und schließlich die Universität Leipzig, die 1409 von Professoren und Studenten gegründet wurde, die dem durch die Hussiten begünstigten tschechischen Druck aus Prag gewichen waren. Es folgten zahlreiche weitere Gründungen im 15. Jahrhundert. Die Prager Universität hatte von Paris die Gliederung in je vier Fakultäten und Nationen übernommen, die somit auch hier konstitutives Element bildeten. Dasselbe galt für Wien. Die anderen Universitäten verzichteten bereits – wie fast alle später gegründeten deutschen Hochschulen – auf die Nationen, nur Leipzig übernahm das Prager Modell. Hier, wie in Wien, lebten die Nationen, wenn auch in stark abgeschwächter Form, noch bis ins 19. Jahrhundert hinein fort, immerhin waren sie noch für die Legitimation zur Immatrikulation und Promotion zuständig. Jeder Nation war hier ein Kollegienhaus zugeteilt. An anderen Universitäten erfolgte bereits eine Einteilung nach Fakultäten.

### Burse
Die Funktion der Pariser Kollegien übernahm an den deutschen Universitäten die Bursen, nur in Ausnahmefällen durften Studenten privat wohnen. Dabei handelte es sich um den Kollegien ähnliche Wohnhäuser, die unter Leitung eines Magisters standen, in denen die Unterrichtsveranstaltungen stattfanden und die Scholaren wohnten. In diesen hospicia oder Collegien wurden auch die Vorlesungen gehalten. Daraus entwickelten sich Wohn-, Ess- und Lehrgemeinschaften. Anfangs waren die Bursen nur für arme Studenten gedacht, denen ein Stipendium gewährt wurde, später durften die Collegien auch Studenten aufnehmen, die ihre Burse selbst bezahlten. Die Kleidung der in der Burse wohnenden Studenten (collegiati, bursati oder bursarii genannt, hieraus entwickelte sich der heutige Begriff des Burschen) war genau nach Farbe, Stoff und Schnitt vorgeschrieben, hieraus entwickelte sich das heutige Couleur.

### Alte Landsmannschaften

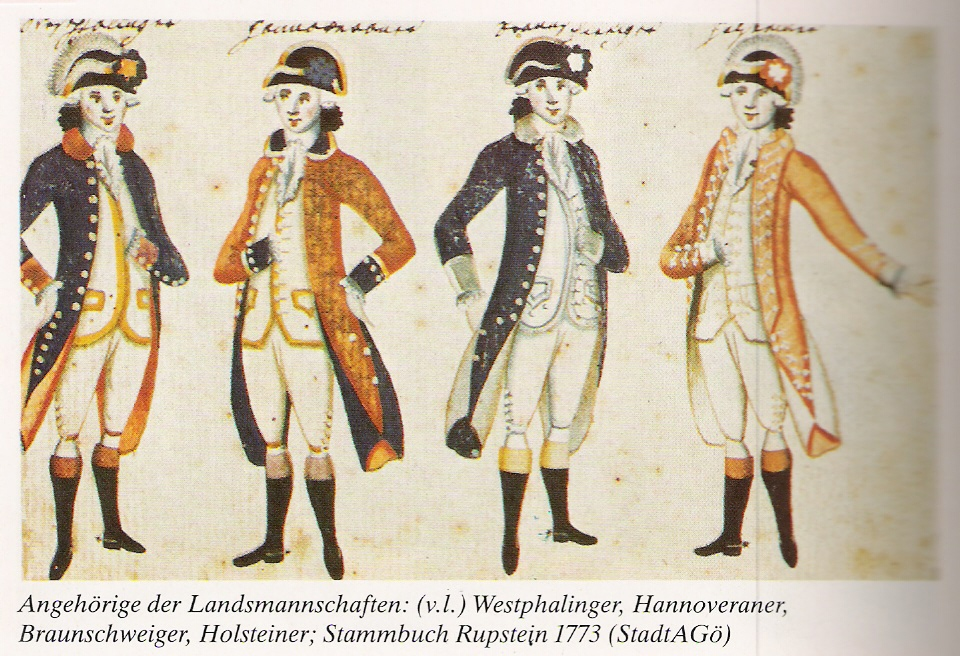
Göttinger Studenten in landsmannschaftlichen Uniformen (v. l. n. r.): ein Westfale, ein Hannoveraner, ein Braunschweiger, ein Holsteiner (1773)

Im 15. und 16. Jahrhundert gerieten die Universitäten immer mehr unter den Einfluss, die Finanzierung und Kontrolle der Landesfürsten. Nun bildeten sich vermehrt private Studentenzirkel, die nur der gemeinsamen Geselligkeit und der Unterstützung in Notzeiten dienten. Sie waren ebenfalls landsmannschaftlich organisiert, aber kein Teil der Universität mehr. Die Studenten knüpften an bestehende Traditionen an und nannten ihre Zusammenschlüsse auch „Nationen“ oder „Landsmannschaften“ und ihre Mitglieder „Burschen“ (abgeleitet von „Burse“). Die Deposition wurde auf einen formalen Aufnahmeakt bei der Immatrikulation reduziert. Einige Quellen schildern, dass zu dieser Zeit zum ersten Mal der Begriff (Schul-)„Fuchs“ als Bezeichnung für ehemalige Gymnasiasten auftaucht, die neu an die Universität kamen.
Im 17. Jahrhundert wurde daraus der Pennalismus: Die Studienanfänger (Pennäler) wurden nun oft ein Jahr lang ausgebeutet und mussten die älteren Semester bedienen. Besondere pennalistische Auswüchse sind von den Universitäten in Leipzig, Jena, Rostock und Königsberg bekannt. Die betroffenen Landesherren brachten die Angelegenheit 1654 vor den Reichstag (HRR) in Regensburg, auf dem ein Abkommen der evangelischen Reichsstände zur Ahndung solcher Verstöße getroffen wurde, das auch die wechselseitige Anerkennung von Relegationen vorsah. Auf dieser Grundlage bekämpften die Universitäten diesen Brauch und die Landsmannschaften mehr oder weniger energisch. Dennoch konnten sie sich bis ins 18. Jahrhundert hinein halten.
Gegen Ende des Jahrhunderts verloren die Landsmannschaften zunehmend an Bedeutung, teilweise konstituierten sie sich nur noch zu besonderen Anlässen wie Universitätsfeiern, an denen die Studenten dann in landsmannschaftlichen Gruppen mit bunten Fahnen und Kleidern teilnahmen.
Die Zugehörigkeit zu einer Landsmannschaft endete mit dem Studienabschluss. Einen Lebensbund gab es noch nicht.

### Studentenorden

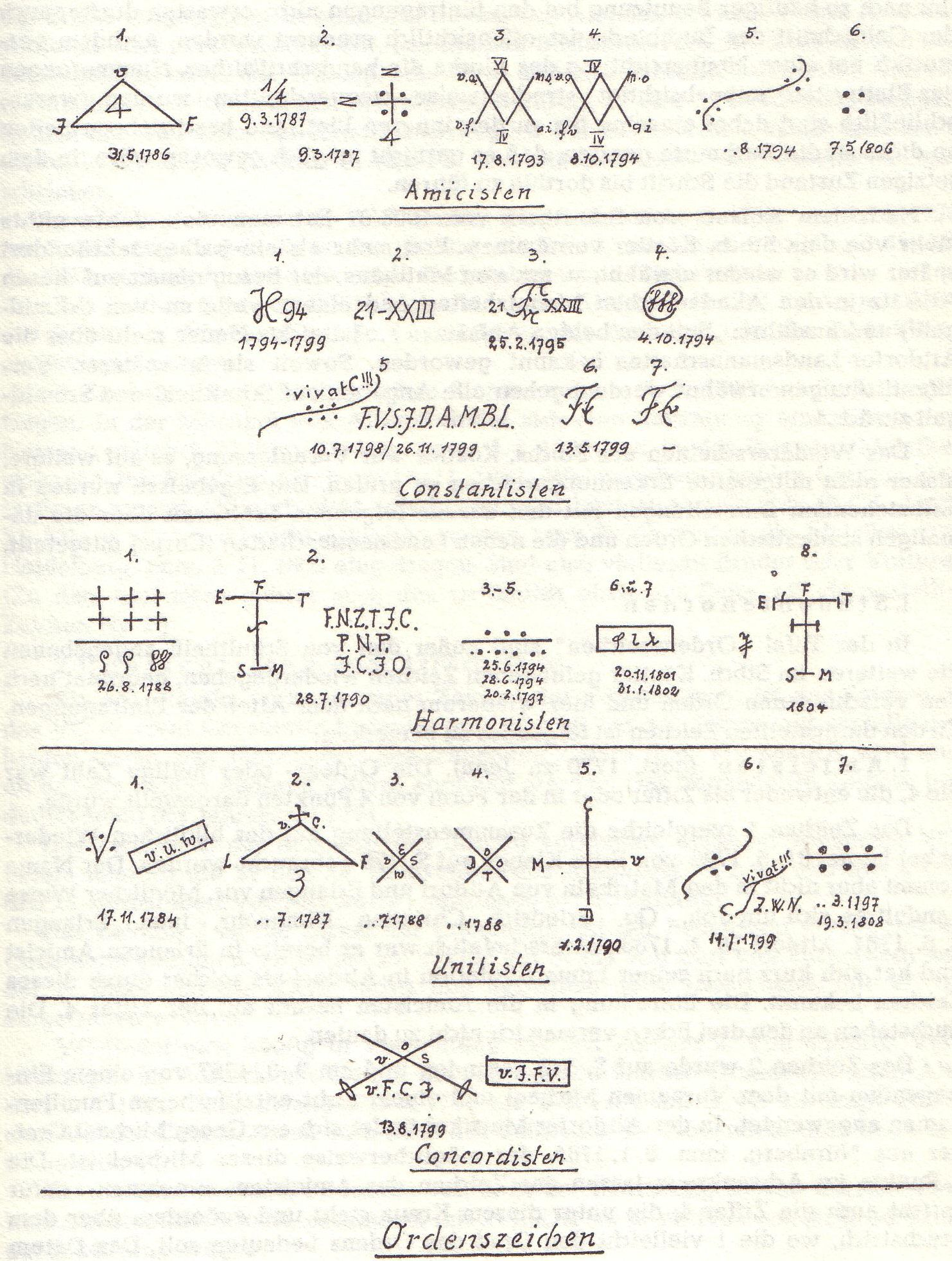
Zeichen von Studentenorden

Innerhalb der an Bedeutung verlierenden Landsmannschaften des 18. Jahrhunderts entwickelten sich engere Formen von studentischen Zusammenschlüssen. Die wichtigsten waren zunächst die Studentenorden, die sich nach dem Vorbild der Freimaurerlogen, aber auch der literarisch-philosophischen Orden des 17. und 18. Jahrhunderts entwickelten (siehe auch: Pegnesischer Blumenorden, Palmenorden, Illuminatenorden). Von ihnen stammen das strenge interne Reglement, die Constitution, das förmliche Aufnahme-Versprechen und viele, teils geheime Identitätssymbole wie Zirkel, Bundeszeichen usw., die bis heute in Gebrauch sind. Die Studentenorden waren der erste Verbindungstypus, bei dem die Mitgliedschaft nicht mit dem Examen endete; das Lebensbund-Prinzip entstand. Die vier wichtigsten Orden waren die Amicisten, Constantisten, Unitisten und Harmonisten.
Obwohl sie unpolitisch waren, wurden die Orden von der jeweiligen Obrigkeit misstrauisch beobachtet. Im Absolutismus galt jeder Zusammenschluss von Menschen als potentiell gefährlich und schädlich für das Staatsinteresse. Hinzu kamen die häufigen Kämpfe, die Einzelstudenten oder Studentengruppen gegeneinander austrugen.
1793 verbot ein Abschied des Immerwährenden Reichstags in Regensburg alle Studentenorden im ganzen Heiligen Römischen Reich. Damit war diese Organisationsform praktisch am Ende.

## Geschichte der heutigen Verbindungen
Studentenverbindungen im heutigen Sinne entwickelten sich an deutschsprachigen Universitäten seit etwa 1800. Sie übernahmen einzelne Elemente der älteren Formen studentischer Zusammenschlüsse und entwickelten sie weiter.

### Entstehung der Corps

Entstehung der Corps

Nach dem Verbot der Studentenorden bildeten sich neue Formen selbstverwalteter studentischer Zusammenschlüsse, die später so genannten Corps. Sie trugen in der Anfangszeit noch ganz unterschiedliche Namen wie Landsmannschaft, Gesellschaft, Kränzchen, Club usw. Sie verbanden äußere Elemente der Orden – straffes Reglement, verbindliche Zusammengehörigkeit, geheime Identitätssymbole – mit denen der alten Landsmannschaften – lateinische Landesnamen, farblich einheitliche Kleidung (Vorläufer der Couleurs) und schufen so die ersten Verbindungen heutigen Typs. Bei der studentischen Tracht ist zu erwähnen, dass die Studenten des 18. Jahrhunderts Hüte und farbige Schleifen trugen, die im 19. Jahrhundert durch Mützen und meist dreifarbige Bänder ersetzt wurden.
Diese Zusammenschlüsse erfreuten sich zumindest anfänglich sogar der Unterstützung durch Professoren, die sonst den selbstverwalteten studentischen Gemeinschaften sehr kritisch gegenüberstanden. Ziel war es, die Umgangsformen der Studenten an den Universitäten zu verbessern, und zwar nicht durch obrigkeitliche Verordnungen, denn das hatte in vielen Jahrhunderten wenig gefruchtet. Der neue Ansatz bestand darin, dass die Charakter- und Persönlichkeitsbildung zur Aufgabe der neuen Gemeinschaften erklärt wurde. Im Sinne des Idealismus sollten keine politischen Programme verfolgt, sondern der Charakter des Menschen ausgebildet werden. Die positiven Auswirkungen für die Gesellschaft würden sich dann zwangsläufig von selbst ergeben. Bereits in den ersten, frühen Definitionen des Corpsstudententums wird ausdrücklich betont, dass politische Betätigung keine Aufgabe der Corps sei. Schon in den Anfangsjahren war es den Mitgliedern freigestellt, welche politische Überzeugung sie persönlich hegen. Diese Grundauffassung wirkt sich bis heute dahingehend aus, dass Corpsstudenten vielen verschiedenen politischen Richtungen und Parteien angehören, aber nach Ansicht der Corps einen besonderen, überdurchschnittlichen Einfluss auf die gesellschaftliche Entwicklung genommen haben.
Neu an ihnen war auch, dass sie sich an jeder einzelnen Universität zu Senioren-Conventen (SC) zusammenschlossen und ein studentisches Gesetzeswerk erstellten, das für alle Studenten der Universität verbindlich war: den SC-Comment. Der Grund waren die damals üblichen rauen Sitten und Gebräuche, die nach damaliger Auffassung nur durch „geschriebene Gesetze“ eingedämmt werden konnten. Analog dazu wurde seit der Französischen Revolution und der napoleonischen Besatzung von den Herrschern die schriftliche Fixierung von Bürgerrechten zur Eindämmung der Herrscherwillkür verlangt (Codices). Auf diese Weise entstand eine Frühform der demokratisch verfassten studentischen Selbstverwaltung.
Das Streben nach Verbindlichkeit und demokratischen Strukturen mit dem Anspruch auf positive Beeinflussung des Studentenlebens und der Landesentwicklung legte den Grundstein für die Entwicklung der für den deutschen Sprachraum typischen Studentenverbindungen. Damals waren die deutschen Länder noch weit davon entfernt, ihren Bürgern Versammlungs- und Vereinigungsfreiheit einzuräumen. Daher waren die selbstverwalteten studentischen Zusammenschlüsse in den meisten deutschen Ländern bis 1848 verboten oder unterlagen strengen Genehmigungsauflagen. Diese Vorschriften wurden jedoch nicht überall gleich streng kontrolliert und geahndet.

### Die Urburschenschaft

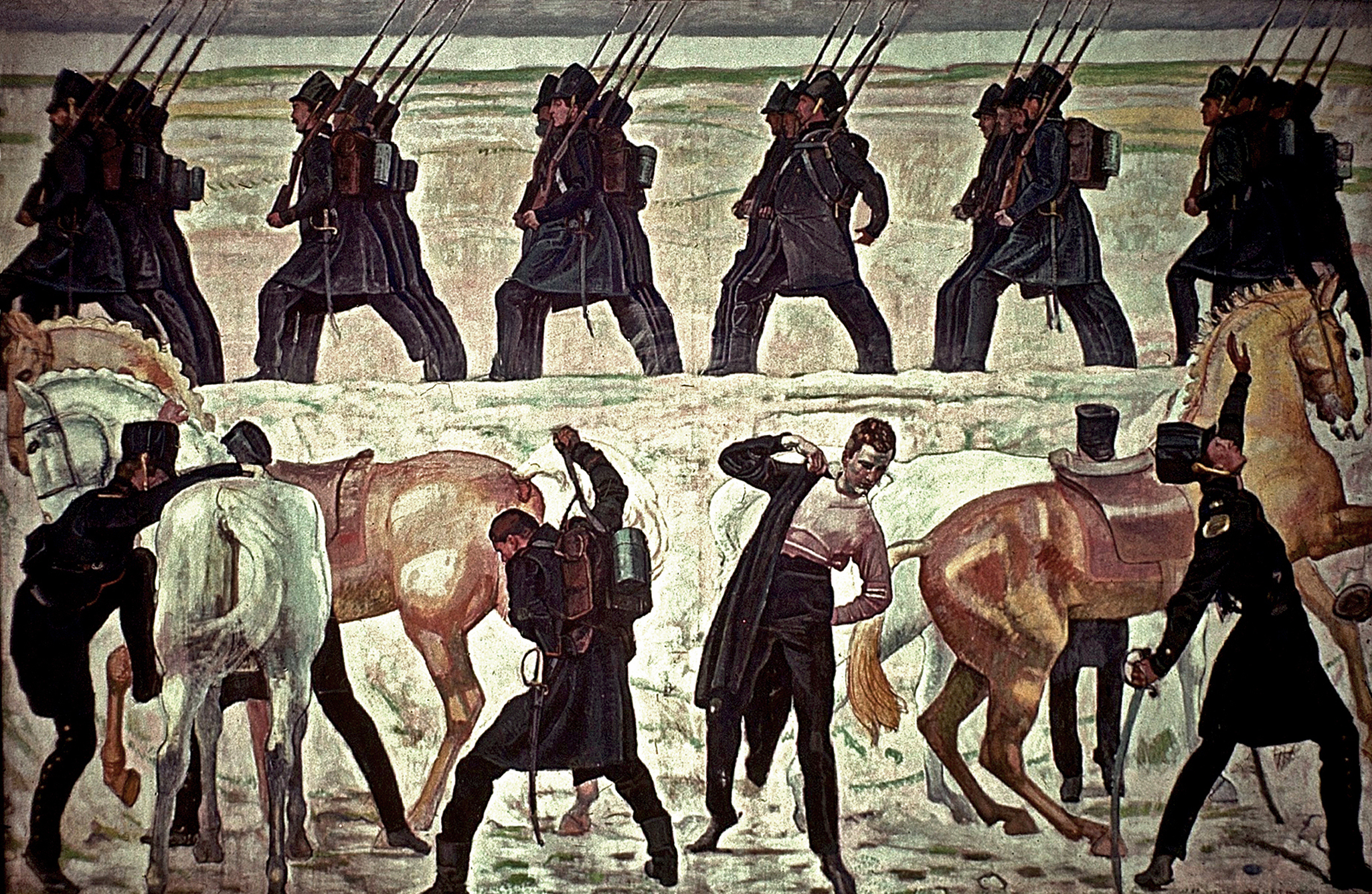
„Auszug der Jenenser Studenten in den Freiheitskrieg 1813“, gemalt vom Schweizer Maler Ferdinand Hodler für die Universität Jena (1908)

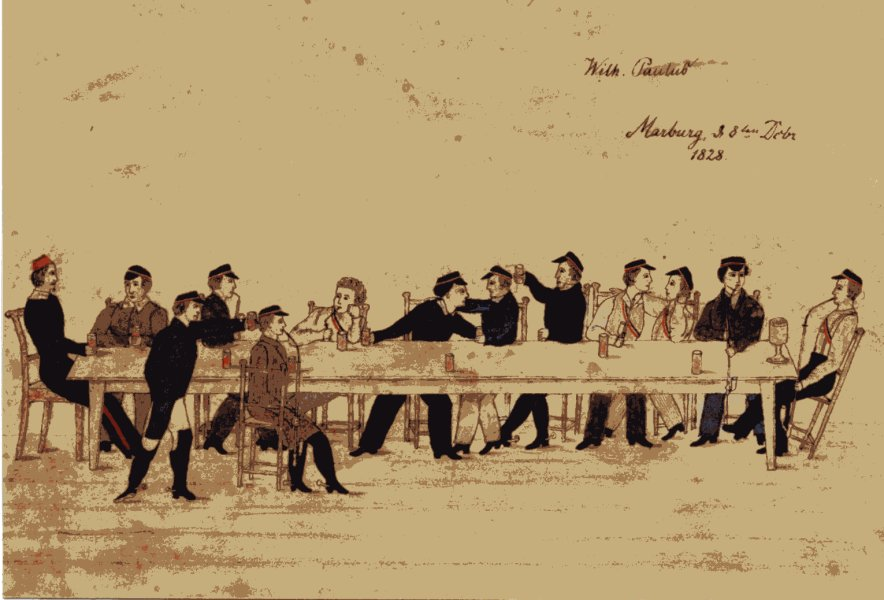
Kneiptafel Marburger Burschenschafter 1828

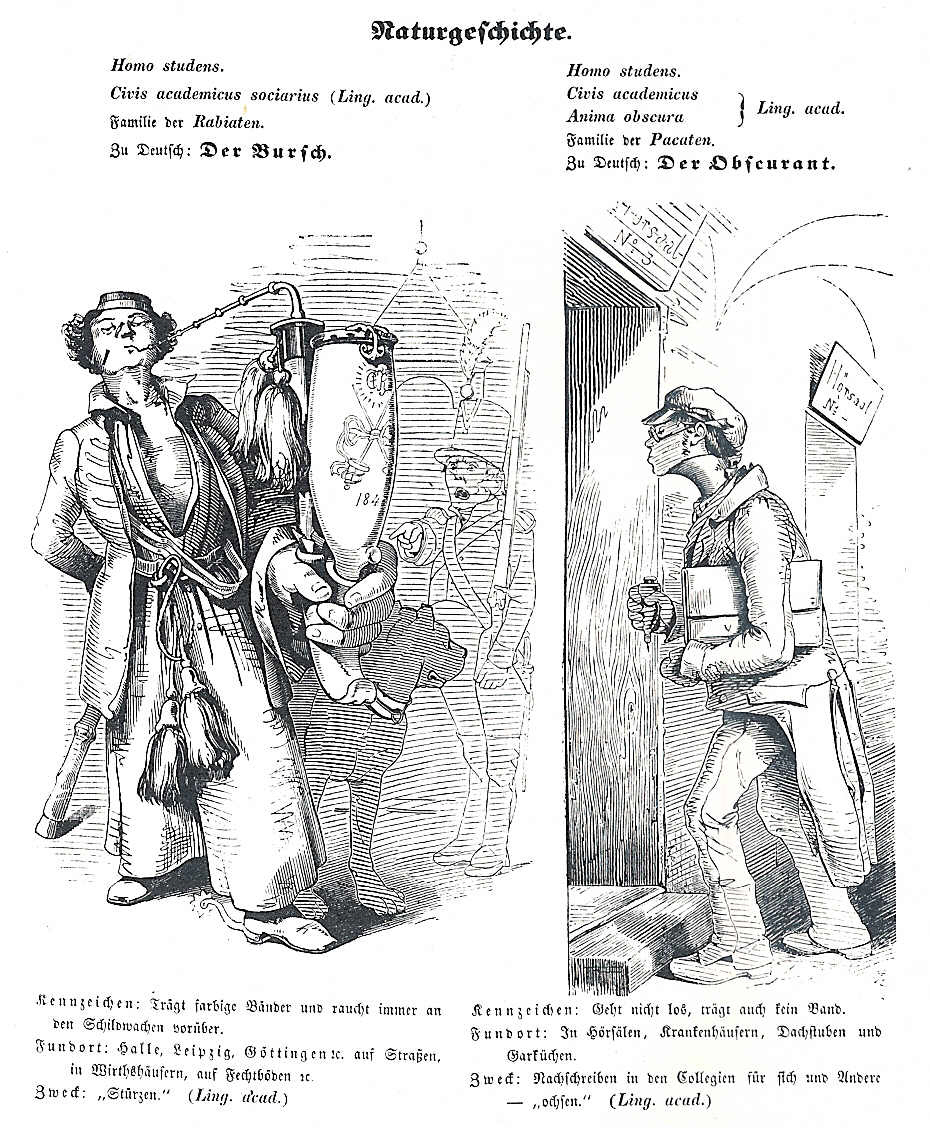
Naturgeschichte – Homo studens, Anonymer Holzstich 1845

Die Befreiungskriege gegen die napoleonische Besatzung prägten die studentische Kultur Deutschlands entscheidend. Zwar konnten nur etwa fünf Prozent der Gesamtzahl der Freiwilligen als Studenten gelten, aber keine gesellschaftliche Gruppe hatte einen so hohen Anteil an Freiwilligen. Historiker schätzen, dass etwa 20 bis 50 Prozent der Studenten an diesen Kriegen teilnahmen. Aus den Kriegserfahrungen einer gemeinsamen Anstrengung aller deutschen Länder entstand die Idee einer deutschen Nationalbewegung, die nach der Auflösung des Heiligen Römischen Reiches die Zersplitterung Deutschlands aufheben sollte und einen deutschen Nationalstaat anstrebte. Die entstandene Kleinstaaterei sollte überwunden werden.
Analog regten sich innerhalb der frühen, landsmannschaftlich ausgerichteten Corps bald Bestrebungen, die landsmannschaftliche Gliederung der Studenten an den Universitäten abzuschaffen und alle Studenten („Burschen“) in einer einheitlichen „Burschenschaft“ zusammenzuführen. Protagonisten dieser Ideen waren zum Beispiel „Turnvater“ Friedrich Ludwig Jahn, Ernst Moritz Arndt, Johann Gottlieb Fichte und Jakob Friedrich Fries.
Schon kurz nach den Befreiungskriegen gründete sich am 1. November 1814 in Halle (Saale) eine Teutonia, die noch stark in den landsmannschaftlichen Traditionen der frühen Corps verwurzelt war. Sie verwendete zwar noch nicht die Bezeichnung „Burschenschaft“, verfolgte aber schon ähnliche Ziele und stellte sich bereits gegen den Senioren-Convent (SC) der Corps. Aus ihr entwickelte sich in den kommenden Jahren die „teutonische Bewegung“, die zur Gründung ähnlicher Zusammenschlüsse an anderen deutschen Universitäten führte. So gründete sich in Gießen mit ähnlichen Zielen die Teutsche Lesegesellschaft. Einige dieser Verbindungen wandelten sich aber im Laufe der Zeit wieder in Corps um und traten dem jeweiligen SC bei. Andere existierten parallel zu den Burschenschaften und schlossen sich später der Burschenschaftsbewegung an.
In Jena hatten im August 1814 die zurückgekehrten Freiwilligen der Befreiungskriege eine „Wehrschaft“ gebildet, die sich im Gebrauch der Waffen übte. Ihre Angehörige waren Mitglieder der verschiedenen ortsansässigen Corps, die sich damals teilweise noch „Landsmannschaft“ nannten. Die treibende Kraft für die Gründung einer allgemeinen Verbindung, einer „Burschenschaft“, war die „Landsmannschaft“ Vandalia. Nach teils heftigen Auseinandersetzungen mit den anderen „Landsmannschaften“ beschloss der SC am 29. Mai 1815 seine Auflösung und am 12. Juni gingen schließlich alle in Jena bestehenden „Landsmannschaften“ in der Urburschenschaft auf. In der Verfassungsurkunde der Jenaischen Burschenschaft vom 12. Juni 1815 heißt es:

„Erhoben von dem Gedanken an ein gemeinsames Vaterland, durchdrungen von der heiligen Pflicht, die jedem Deutschen obliegt, auf Belebung deutscher Art und deutschen Sinnes hinzuwirken, hierdurch deutsche Kraft und Zucht zu erwecken, mithin die vorige Ehre und Herrlichkeit unsres Volkes wieder fest zu gründen und es für immer gegen die schrecklichste aller Gefahren, gegen fremde Unterjochung und Despotenzwang zu schützen, ist ein Teil der Studierenden in Jena zusammengetreten und hat sich beredet, eine Verbindung unter dem Namen einer Burschenschaft zu gründen.“

Der burschenschaftliche Gedanke griff dann von Jena ausgehend schnell um sich und die Bewegung breitete sich bald im gesamten deutschen Raum aus und stellte sich in Gegensatz zu den frühen Corps und ihren SCs, die bis dahin die Gesamtvertretung für die Studenten einer Universität beanspruchten. Bei einem Treffen von etwa 500 Studenten auf der Wartburg am 18. Oktober 1817 (dem Jahrestag der Reformation und Völkerschlacht bei Leipzig) gründete sich die Allgemeine Deutsche Burschenschaft, die ein deutschlandweiter, burschenschaftlicher Zusammenschluss aller Studenten sein sollte. Während der Zusammenkunft, die als Wartburgfest bekannt wurde, kam es auch zu einer ursprünglich nicht geplanten Verbrennung von symbolbeladenen Gegenständen und von Büchern durch eine Gruppe besonders radikaler Studenten. Verbrannt wurden zum Beispiel ein Perückenzopf als Symbol der alten Feudalherrschaft und ein Korporalsstab als Symbol unkontrollierter staatlicher Gewalt. Vernichtet wurden auch Nachbildungen von Büchern, die als „reaktionär“, „antinational“ oder „undeutsch“ eingestuft wurden (unter anderem Werke von August von Kotzebue, Karl Leberecht Immermann, die „Germanomanie“ des jüdischen Schriftstellers Saul Ascher, sowie der Code civil). Jedoch besagen Quellen auch, dass der sogenannte „Index“ verbrannt wurde. Die Urburschen wollten damit ausdrücken, dass jeder selbst entscheiden dürfe, was er lesen und lernen wolle.
Bei den Wartburgfesten 1818 und 1819 waren jeweils etwa 3000 Burschen anwesend, was in etwa ein Drittel der gesamten Studentenschaft des Deutschen Bundes war. Der deutschlandweite Zusammenschluss aller Burschenschafter gelang aber nicht, auch die Urburschenschaft in Jena zerfiel in verschiedene Strömungen.
Anlässlich der Auflösung der Jenaer Burschenschaft dichtete August Daniel von Binzer 1819 ein Lied, nach seiner ersten Strophe Wir hatten gebauet ein stattliches Haus genannt. In der 7. Strophe heißt es:
Das Band ist zerschnitten,
War Schwarz, Rot und Gold,
Und Gott hat es gelitten,
Wer weiß, was er gewollt!
Hier wurde der Dreiklang Schwarz-Rot-Gold erstmals erwähnt, der dann zum Symbol der Burschenschafts- und Demokratiebewegung in Deutschland wurde.
Ein weiteres Symbol der neuen nationalen Bewegung war eine besondere Form der Kleider- und Haartracht, die bereits während der Befreiungskriege aufgekommen war und altdeutsche Tracht genannt wurde, obwohl es keine historischen Vorbilder gab. Diese Tracht sollte einen Gegenpol zu „französischen Modetorheiten“ bilden und bestand aus einem langen geschlossenen Rock mit oben weit geöffnetem Hemdkragen, sehr weit geschnittenen Hosen und einem großen, samtenen Barett. Als unverzichtbar galten lange, ungepflegte Haare und ein wilder Bartwuchs. Diese Tracht galt als so provokativ und aufrührerisch, dass sie von den Behörden teilweise verboten wurde.
Die Burschenschaften waren von Anfang an politische Organisationen mit politischen Forderungen: vor allem nach demokratischen Reformen und Deutschlands Einigung. Die Corps dagegen verstanden sich als Zusammenschlüsse zur gemeinsamen Regelung des studentischen Lebens.
Die Obrigkeit nahm auf diese Gegensätze keine Rücksicht: Nach den Hep-Hep-Krawallen 1819 – Hassausbrüchen, die sich gegen jüdische Bürger in vielen deutschen Großstädten wandten – und einem politischen Mord eines Burschenschafters verbot der Deutsche Bund alle selbstverwalteten studentischen Zusammenschlüsse. Diese Karlsbader Beschlüsse galten bis 1848. Sie wurden verschieden streng gehandhabt, führten aber zu Gefängnisstrafen, Berufsverboten und Ausweisung für einige Burschenschafter.
Die regelmäßigen Verfolgungen seitens der Behörden machten immer wieder Schließungen und Wiedergründungen erforderlich. Doch das hinderte weder die Corps noch die Burschenschaften an ihrer Ausbreitung und Weiterentwicklung. Dabei stellte sich heraus, dass die Vereinheitlichung aller Studenten in einer einzigen Burschenschaft praktisch nicht durchsetzbar war. Die Zusammenführung gelang nicht, weil die Corps weiterexistierten und sich teilweise mehrere Burschenschaften pro Universität bildeten. Der Grund dafür waren unter anderem Richtungs- und Machtkämpfe zwischen Arminismus und Germanismus.
Mit der Zeit ließen die Burschenschaften einige Reformforderungen bezüglich der studentischen Kultur fallen und passten sich teilweise der älteren Corpstradition an.

### Veränderungen um 1848

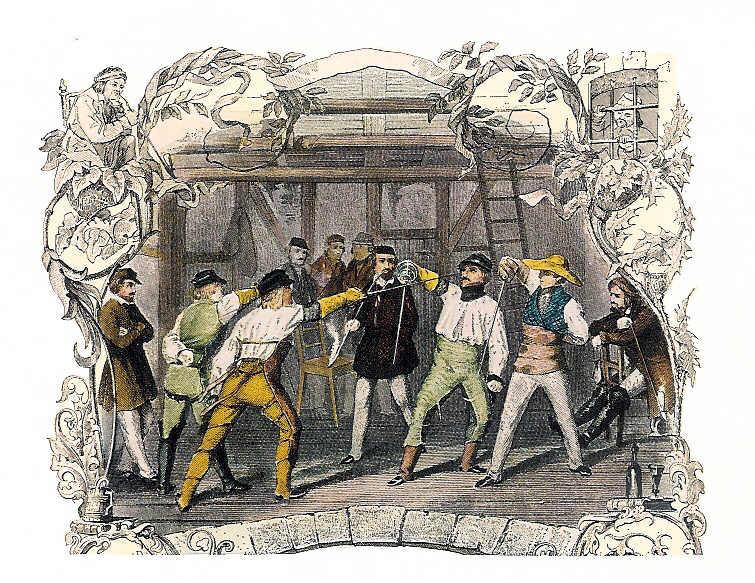
Kolorierter Stahlstich von Stor(c)k, Paukboden (1845)

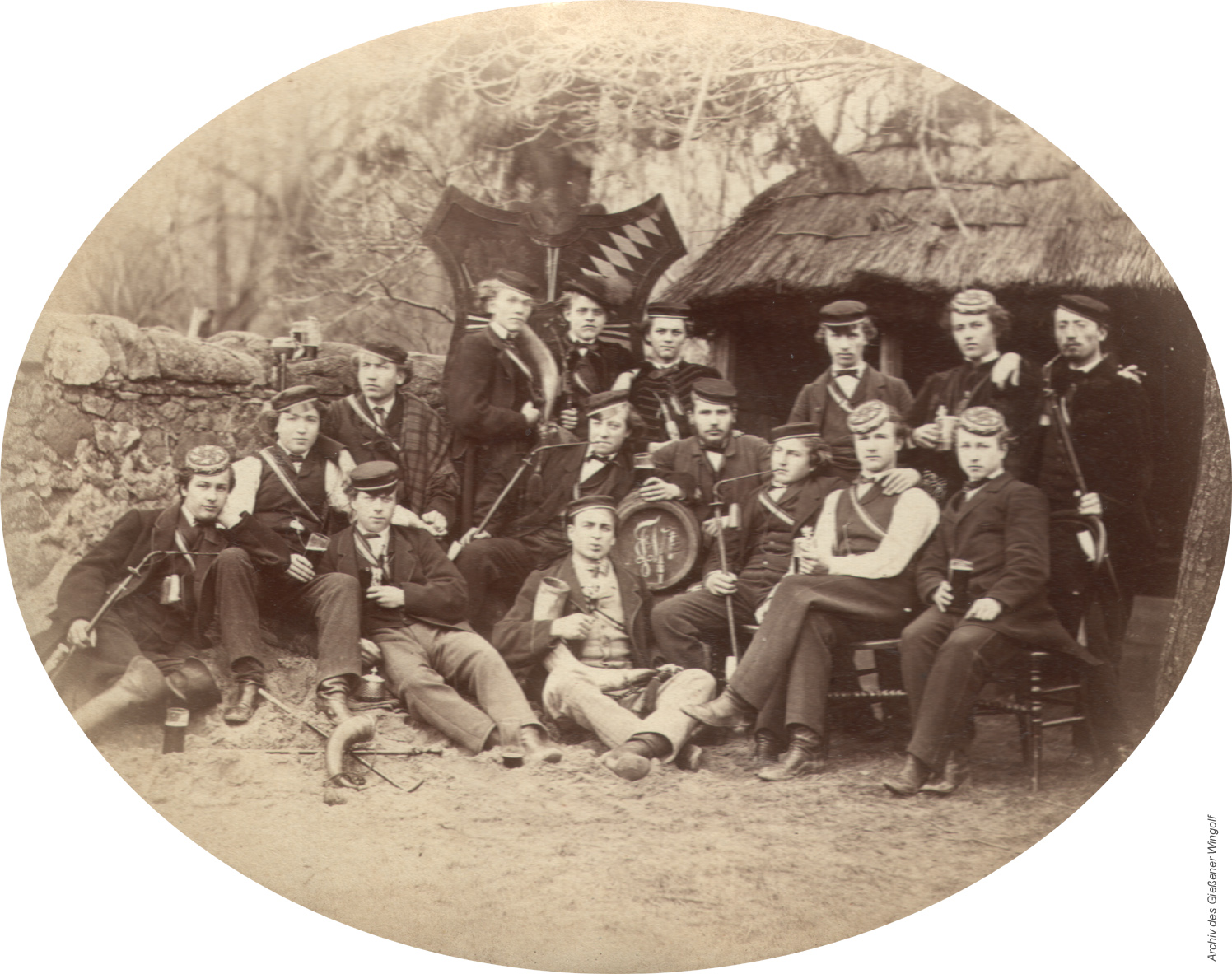
Gießener Wingolf 1863

Schon vor der Märzrevolution bildete sich das christlich-religiöse Element und manche wollten es zum Bestandteil ihres traditionellen Gemeinschaftslebens machen. Sie waren auch die ersten, die das studentische Fechten zur Austragung von Ehrenhändeln für sich ablehnten. 1836 verzichtete die neu gegründete Uttenruthia (Erlangen) von Beginn an auf Duell und Mensur. Das war damals geradezu revolutionär.
Daraus entstanden zahlreiche Christliche Studentenverbindungen in wiederum ganz verschiedenen Formen auf sowohl evangelischer wie katholischer Seite. Die älteste katholische Studentenverbindung KDStV Bavaria Bonn existiert seit 1844. Allen gemein ist, dass sie das studentische Fechten ablehnen.
Besonders zur Zeit des Kulturkampfes Preußens gegen die Katholische Kirche stieg die Zahl katholischer Studentenverbindungen wie auch anderer katholische Laienorganisationen stark an.
Die katholischen Verbindungen grenzten sich bewusst von den anderen Studentenverbindungen ab und waren teilweise sogar erst reine katholische Vereine mit Lebensbundprinzip. Auch wurden sie von den schlagenden Verbindungen als nicht satisfaktionsfähig angesehen, und darum von diesen abgelehnt. Erst im Zuge der Emanzipation gegenüber den schlagenden Verbindungen übernahmen viele christlichen Verbindungen die äußere Form der älteren Korporationsarten.
Zugleich (1840er) bildete sich im Umfeld der politischen Emanzipation des Bürgertums die sogenannte „Progressbewegung“ an den Hochschulen, die anknüpfend an Ideen der Urburschenschaft die studentischen Traditionen an die bürgerliche Kultur der Zeit anpassen wollte. Doch auch die daraus entstandenen neuen „Progressverbindungen“ – unter ihnen eine neue Art von Landsmannschaften – bzw. die verstärkte Bildung von interkorporativen Vereinen verschiedener Ausprägungen, wie z. B. den Akademischen Gesangvereine und Akademischen Turnvereinen konnten die bereits etablierte studentische Kultur nicht ablösen.
1848 erzwang die erste demokratische Nationalversammlung in der Frankfurter Paulskirche die Aufhebung der Karlsbader Beschlüsse. Die nun mögliche Liberalisierung der deutschen Gesellschaft markiert einen tiefen Einschnitt in der Geschichte der Studentenverbindungen. Aus verbotenen „Untergrundorganisationen“ unbotsamer Jugendlicher wurden Zusammenschlüsse der akademischen Elite der Nation. Die Burschenschafterfarben Schwarz-Rot-Gold wurden sogar zu den Farben des Deutschen Bundes erklärt. Von nun an entfaltete sich die ganze Vielfalt der deutschen Studentenverbindungen.
Auch die „ehemaligen Mitglieder“ – heute Alte Herren genannt – bekannten sich nun zu ihrem früheren Studentenbund. Da viele von ihnen mittlerweile Spitzenpositionen der Gesellschaft eingenommen hatten, konnten sie ihren Einfluss etwa in der Nationalversammlung geltend machen. Dort waren viele alte Corpsstudenten und Burschenschafter vertreten. Die ersten Stiftungsfeste wurden mit den „Ehemaligen“ gefeiert. Um dabei zu sein, reisten berufstätige Akademiker mit der neuen Eisenbahn kurzfristig für wenige Tage in ihre alte Universitätsstadt. Die so mögliche engere Verbindung war die Basis für die späteren Altherrenvereine.
Die zunehmende Industrialisierung verlangte neue und höher qualifizierte Berufe auf breiter Front. Neue Ausbildungsgänge entstanden, neu gegründete Fachschulen, etwa für Landwirtschaft und Technik, Forst- und Bergakademien gewannen stärkere Bedeutung (Siehe auch: Studentische Forstverbindung). Sie waren Vorläufer der heutigen Technischen Universitäten und Fachhochschulen. Auch an diesen neuen Instituten bildeten sich bald Studentenbünde, die traditionelle Verbindungsformen übernahmen. An den Gymnasien und Oberrealschulen formierten sich Schülerverbindungen.
Die „Alten Herren“ trugen die studentische Kultur offen in das bürgerliche Leben hinein. So gewannen ihre Sitten zunehmend Einfluss auf Sprache und Gewohnheiten der deutschen Bevölkerung. Studentische Ausdrücke wie „Kneipe“, „Bursche“, auch Redensarten wie „anpumpen“, „eine Abfuhr erteilen“, „in Verruf kommen“ wurden Teil der Umgangssprache. Es kam in Mode, studentische Sitten nachzuahmen. So wurde sogar in den 1870er Jahren für die Schüler weiterführender Schulen nach dem Muster der Studentenmützen so genannte Schülermützen eingeführt, die die Schüler nach Schule und Klassenstufe klassifizierten – auch ohne jede Verbindungszugehörigkeit.
Die Aufhebung der Karlsbader Beschlüsse ermöglichte nun auch das Aufleben des bürgerlichen Vereinswesens. Es gründeten sich die vielfach noch heute existierenden Turn- und Gesangsvereine, die auch bald Kommerse und Stiftungsfeste feierten.
Selbst für die Söhne regierender Adelshäuser (Preußen, Württemberg, Baden, Mecklenburg-Schwerin, Sachsen-Coburg und Gotha, Schaumburg-Lippe etc.) wurde es nun opportun, in einer Studentenverbindung zu sein. Dafür kamen allerdings nur nach bestimmten Kriterien ausgewählte Corps in Frage.

### Die Kaiserzeit

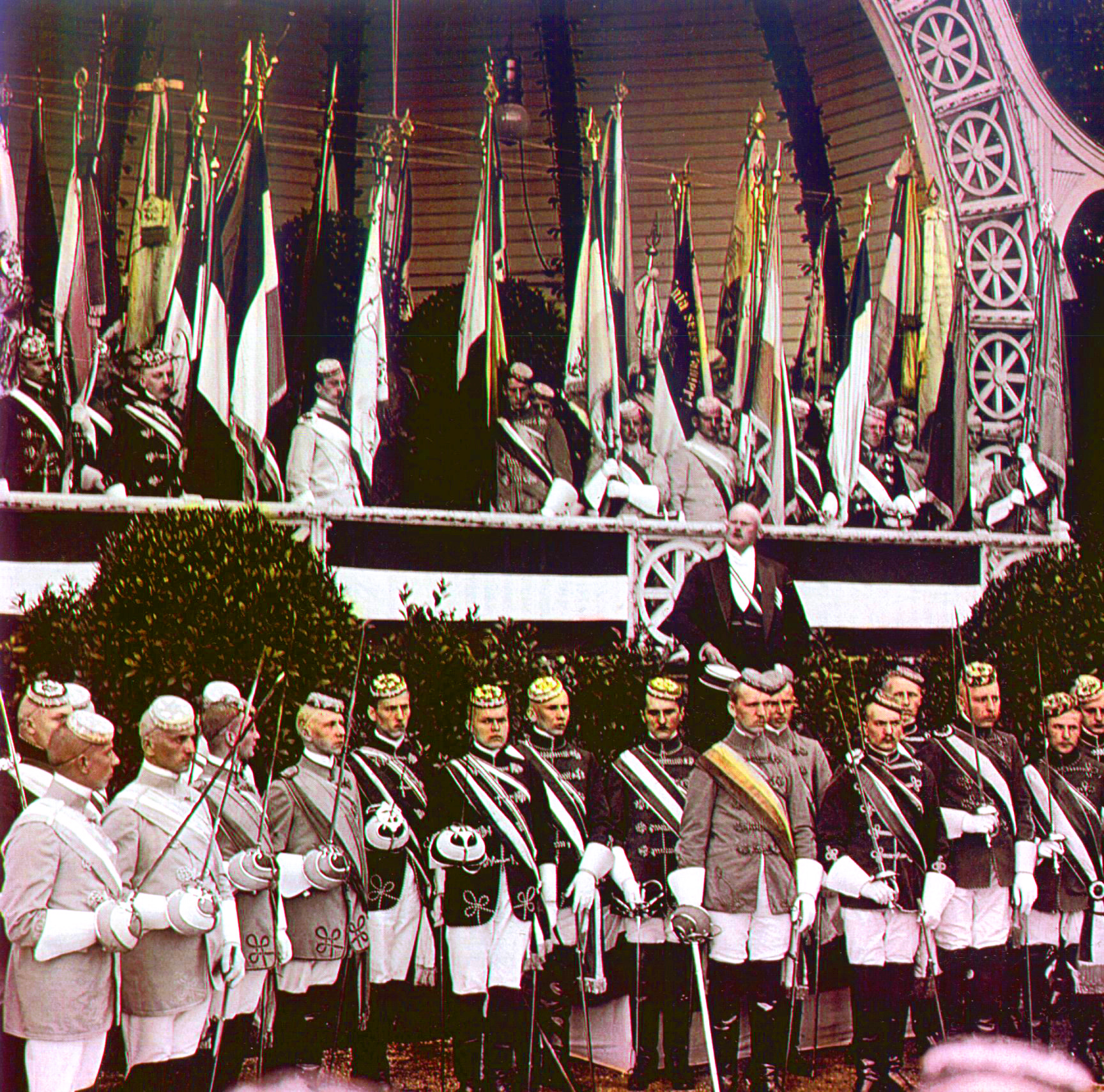
Berliner Verbindungsstudenten bei einer feierlichen Veranstaltung (1912)

Die Gründung des Deutschen Reiches im Jahre 1871 erfüllte zwar nicht alle, aber einige Forderungen des Bürgertums, besonders der Burschenschaftsbewegung: vor allem die Einheit Deutschlands und eine gemeinsame Reichsverfassung. Allgemeine Menschen- und Bürgerrechte wie das freie Wahlrecht, Versammlungs- und Redefreiheit blieben weiterhin stark eingeschränkt.
Das Kaiserreich wurde vom Großbürgertum und Adel beherrscht und geprägt. Deren politische Ziele glichen sich stark an. Die Verbindungsstudenten gehörten nun zur etablierten Führungsschicht und stützten diese. Ihre Mitglieder besetzten höchste Positionen im Staat: So wurden Otto von Bismarck und Kaiser Wilhelm II. zu ihrer Studienzeit Corpsstudenten.
Die Industrialisierung ließ nun auch in der Arbeiterschaft eine politische Kraft entstehen: Sie organisierte sich seit etwa 1860 in Gewerkschaften, seit 1871 in der neu gegründeten SPD. Auch dort spielten einige Verbindungsstudenten wie Karl Marx, Wilhelm Liebknecht und Ferdinand Lassalle eine hervorragende Rolle.
Dennoch sahen die Arbeiter die Studentenverbindungen überwiegend als Gegner, da diese die konservativ-nationalen Ideen und Ziele des Bürgertums verkörperten. Diese Konstellation besteht bis heute: Vertreter des linken politischen Spektrums kritisieren das gesamte Verbindungswesen oft scharf.
Der Antisemitismus (bis 1945) der Zeit ergriff auch Studentenverbindungen. Reaktionen auf den Antisemitismus und das Ausmaß des Antisemitismus in Verbindungen unterschieden sich dabei von Dachverband zu Dachverband und von Verbindung darin zu Verbindung; auch veränderte sich in einem Dachverband die Ansicht zum Antisemitismus häufig im Laufe der Jahre mehrmals. Erstmals 1817 gab es Ausgrenzungen von Juden, die in der Zeit um 1880 nochmals eine Spitze erreichten. Dennoch waren auch bedeutende Juden immer wieder in der Korporationsszene anzutreffen, beispielsweise den Burschenschafter Theodor Herzl. Der verließ die Verbindung allerdings nach nur drei Jahren, noch vor Beendigung seines Studiums, wegen antisemitischer Äußerungen anderer Verbindungsstudenten wieder. Ein ursprünglich betont antisemitisch gegründeter Dachverband war der VVDSt.

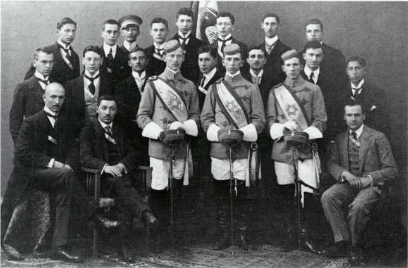
Zionistische Verbindung Jordania München (SS 1912)

Daraufhin gründeten sich jüdische Studentenverbindungen. Die Reichsverfassung von 1871 garantierte Juden theoretisch erstmals rechtliche Gleichstellung. Das durch Preußen dominierte neue Vaterland versprach ihnen einen Fortschritt gegenüber absolutistischen, kleinstaatlichen und gegenaufklärerischen Positionen der Restaurationszeit.
Neben den meisten jüdischen Studentenverbindungen, die sich zum deutschen Patriotismus bekannten, gab es auch zionistische Verbindungen, die studentische Traditionen mit Zionismus verknüpften: So sang man etwa das patriotische Lied Die Wacht am Rhein als „Die Wacht am Jordanstrand“. Zahlreiche jüdische Verbindungen in Österreich ernannten den ausgetretenen Burschenschafter Theodor Herzl nun zu ihrem Ehrenmitglied.
Jüdische Studentenverbindungen legten großen Wert darauf, sich durch besonderen Eifer in Mensur und Duell als den anderen Verbindungen gleichwertig zu erweisen.
Um 1900 wurden schrittweise Frauen zum regulären Universitätsstudium zugelassen. Schon 1899 bildeten sich die ersten Zusammenschlüsse von Studentinnen, von denen einige verbindungsähnlichen Charakter hatten (siehe Damenverbindung).
Auch die Studentenzahl nahm um diese Zeit stark zu: Manche Quellen sprechen von über 1300 Studentenverbindungen und 49 verschiedenen Dachverbänden. Das deutsche Kaiserreich gilt bis heute als Blütezeit der Studentenverbindungen: weniger wegen der absoluten Mitgliederzahlen, eher wegen des hohen gesellschaftlichen Ansehens in weiten Teilen der Bevölkerung.
Die zunehmende gesellschaftliche Etablierung und die fortschreitende Einbindung der Alten Herren veränderte das Verbindungsleben grundlegend. Besonders durch die Gründung der ersten Altherrenverbände (Verband Alter Corpsstudenten 1888) bildete sich eine neue finanzielle Grundlage. Viele Verbindungen leisteten sich nun Angestellte – auch Faxe, Couleur- oder Corpsdiener genannt – und bauten bald die ersten Korporationshäuser, meist als prunkvolle Jugendstilvillen oder historisierende „Ritterburgen“.
Der Erste Weltkrieg beendete diese „alte Burschenherrlichkeit“. Alle gesunden jungen Männer mussten in den Krieg. Das brachte auch vielen Studenten und Akademikern die Einberufung, das Ende der Karriere oder den Tod. Das Universitätsleben kam praktisch zum Erliegen. Nur zum Teil konnten Alte Herren oder verwundete Kriegsheimkehrer den Betrieb mühsam aufrechterhalten. Die Hochschulen schlossen zwar nicht, aber viele Verbindungen mussten suspendieren. Manche erholten sich nicht mehr davon. Vor allem Damenverbindungen wurden nach 1918 nicht wieder aktiviert.
Dennoch bejahten alle Verbindungen den Krieg als Dienst „fürs Vaterland“ und trugen ihn mit. Viele Akademiker wählten eine Offizierslaufbahn über den Krieg hinaus. Für viele brach eine Welt zusammen, als der letzte kaiserliche Reichskanzler, der Corpsstudent Max von Baden, die Abdankung des Kaisers verkündete und die Regierungsgeschäfte dem Sozialdemokraten Friedrich Ebert übergab.

### Freistudentenbewegung und Allgemeine Studentenausschüsse
Zum Ende des 19. Jahrhunderts entstanden unter dem Einfluss der Jugendbewegung an vielen Universitäten Freistudentenbewegungen, die sich in so genannten Finkenschaften oder Freistudentenschaften zusammenschlossen. Als Gesamtverband der deutschen Freistudenten wurde im Jahre 1900 die Deutsche Freie Studentenschaft gegründet. Die Freistudentenschaften sahen sich satzungsgemäß als Vertreterinnen der gesamten nicht-korporierten Studentenschaft, beschränkten ihren Vertretungsanspruch daher nicht nur auf die eigenen Mitglieder. Die Korporationen verlangten dagegen, den nichtkorporierten Studenten ein Wahlrecht zuzugestehen, von welcher Gruppe sie vertreten werden wollen. 
In der Folgezeit entstanden aber durch die Zusammenarbeit von Hochschulverwaltungen, Korporationen und Freistudentenorganisationen auch die ersten Allgemeinen Studentenausschüsse (AStA). Einige von ihnen bildeten 1905 einen kurzlebigen Verband Deutscher Hochschulen, der für alle Studenten verbindliche Ausschüsse auf parlamentarischer Grundlage forderte, aufgrund seiner Verwicklung in den Akademischen Kulturkampf aber bald wieder zerbrach.
Die aus Kompromissen der beteiligten Gruppen entstandenen frühen Allgemeinen Studentenausschüsse existierten jedoch häufig nur für kurze Zeit; erst nach dem Ersten Weltkrieg kam es zu einer neuerlichen Gründungswelle.
Siehe auch: Geschichte der verfassten Studentenschaften

### Weimarer Republik

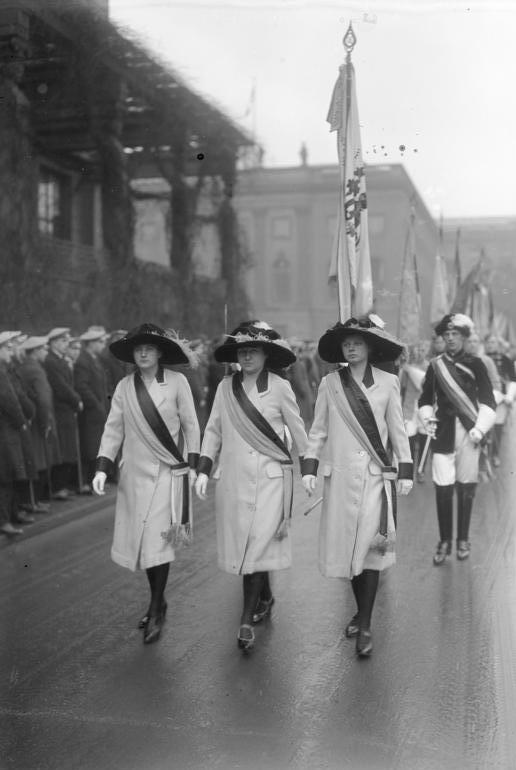
Chargierte einer Studentinnenverbindung 1932 in Berlin

Im Jahre 1919 erklärte die erste gewählte Regierung der Weimarer Republik die Trikolore Schwarz-Rot-Gold zu den offiziellen Staatsfarben. Das vom Burschenschafter Hoffmann von Fallersleben gedichtete Lied der Deutschen wurde zur Nationalhymne.
Zuvor hatte der noch nicht gewählte Reichskanzler Friedrich Ebert eine folgenschwere Entscheidung getroffen: Er ließ sogenannte Freikorps aufstellen, um die am 16. November 1918 von der provisorischen Regierung beschlossene, vom Reichsrätekongress im Dezember bestätigte Sozialisierung der Wirtschaft zu verhindern und zu erwartende Massenstreiks niederzuschlagen. Daraufhin löste sich die provisorische Regierung noch vor den allgemeinen Wahlen auf (siehe Novemberrevolution).
Diese Freikorps bestanden überwiegend aus Kriegsheimkehrern des Ersten Weltkrieges und waren – anders als frühere Freiwilligenverbände vor 1848 – ein Sammelbecken für radikalnationalistische Kräfte. Ihnen und den regulären Freiwilligen-Verbänden der Reichswehr gehörten auch zahlreiche Mitglieder von Studentenverbindungen an.
Mit der Vorgabe, einen linksgerichteten Putsch zu verhindern, erschossen die Freikorps bei Straßenkämpfen in Berlin im Januar 1919 einige Hundert Arbeiter. Zudem ermordeten sie die Führer der neu gegründeten KPD, Karl Liebknecht und Rosa Luxemburg. Danach kam es monatelang zu bürgerkriegsähnlichen Zusammenstößen in ganz Deutschland mit tausenden Toten. Nach den Wahlen und der Gründung der Weimarer Republik 1919 blieben die Freikorps zunächst bestehen. Auch an der Niederschlagung der bayerischen Räterepublik im April/Mai 1919 waren Studentenkompanien beteiligt.
Doch die meisten Studenten kehrten wieder an die Universitäten zurück, wo sie ihre Traditionen neu aufleben ließen. Die Studentenverbindungen – auch die eigentlich unpolitischen – bekannten sich weiterhin zu konservativen und nationalen Ideen und hatten einen Zulauf wie nie zuvor. Ein Großteil ihrer Mitglieder lehnte die neue Republik ab. Dabei waren nach wie vor „Alte Herren“ in der Führungselite vertreten, etwa die Reichskanzler Constantin Fehrenbach, Wilhelm Cuno, Gustav Stresemann, Heinrich Brüning und Wilhelm Marx. Doch viele „Aktive“ waren überzeugt, dass Deutschland das „Chaos“ der Weimarer Demokratie und die durch das „Versailler Diktat“ erzwungenen „Demütigungen“ überwinden müsse, um sich vom Weltkrieg wieder erholen zu können.
Der Weg dorthin blieb umstritten. Verbindungen bildeten keine Parteien und schlossen sich insgesamt keiner Parteilinie an. Parteipolitische Aktivitäten blieben Sache des Einzelnen. Aber ein großer Teil propagierte von nun an die republikfeindliche Konservative Revolution. Davon traten viele später der Partei Hitlers, der NSDAP bei.
1920 beschloss die Deutsche Burschenschaft auf dem Eisenacher Burschentag den Ausschluss aller Juden und mit Juden Verheirateten. Dieser „Rassestandpunkt“ wurde nun zur Prestigefrage auch für andere Dachverbände, die in der Kaiserzeit noch tolerante Aufnahmebedingungen hatten (unter anderem Kyffhäuserverband, Deutsche Landsmannschaft, Vertreter-Convent der deutschen Turnerschaften). Damit übernahmen viele Verbindungen eine Vorreiterrolle bei der Ausgrenzung der Juden aus dem akademischen und sonstigen öffentlichen Leben.
1921 beschlossen schlagende und nichtschlagende Studentenverbindungen das Erlanger Verbände- und Ehrenabkommen. Dieses bot erstmals eine Basis zur Beilegung von Streit zwischen diesen Gruppen.
Die 1930er Jahre waren dann von immer stärkerer Auseinandersetzung mit und Angleichung an die Ideen des konkurrierenden „Nationalsozialistischen Deutschen Studentenbundes“ (NSDStB) geprägt.

### Zeit des Nationalsozialismus

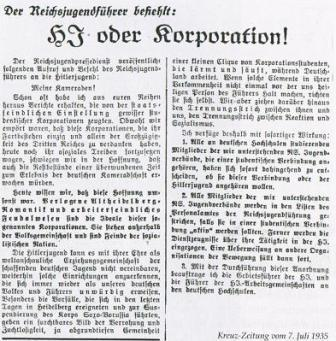
1935: Unvereinbarkeit der Mitgliedschaft in Hitlerjugend und Studentenverbindungen

Verbot der letzten Korporationsverbände durch den Himmler-Erlass vom 20. Juni 1938

Adolf Hitlers Ernennung zum Reichskanzler und der Wahlsieg der Nationalsozialistischen Deutschen Arbeiterpartei bei der Reichstagswahl März 1933 wurden von vielen Studenten begeistert begrüßt, auch wenn sie nicht zur NSDAP gehörten. Die ersten Gewaltmaßnahmen gegen Kommunisten, Sozialdemokraten und Juden wurden von vielen Verbindungen hingenommen oder gutgeheißen.
Die neuen Machthaber gaben vor, sogenannte „Arbeiter der Stirn“ (Akademiker) und „Arbeiter der Faust“ (Arbeiter) gleichrangig zu behandeln. Ab 1934 wurde unübersehbar, dass sie Studentenorganisationen nicht von der Gleichschaltung ausnehmen würden.
Die NSDAP bemühte sich schon früh um studentische und akademische Mitglieder, die ihr auch zuströmten. 1926 hatte sie dazu den Nationalsozialistischen Deutschen Studentenbund (NSDStB) gegründet. Dieser organisierte seine Mitglieder in örtlichen „Kameradschaften“ und strebte ihre Kasernierung in einem jeweils zu schaffenden „Kameradschaftshaus“ an. Dieses Ziel sollte 1934 durch den Feickert-Plan, benannt nach dem damaligen NS-Führer der Deutschen Studentenschaft, auf alle Studenten übertragen werden. Traditionelle Organisationsformen wurden als „reaktionär“, „spießig“ und „ewiggestrig“ denunziert.
Das Gesetz zur Wiederherstellung des Berufsbeamtentums sollte auch auf alle Verbindungen rigoros angewandt werden. Die Verwandtschafts- und Abstammungsverhältnisse mussten in jeder Verbindung per Fragebogen abgefragt werden. Jede Verbindung musste in Folge nicht nur alle Juden, sondern auch alle „jüdisch versippten“ Nichtjuden, mit „Halb-“ und „Vierteljüdinnen“ verheiratete Mitglieder ausschließen und darüber Vollzug melden. Zuwiderhandlungen führten zur Einstufung als „nicht-arische Organisation“, der kein Student angehören durfte.
Betroffene Verbindungen versuchten es zum Teil mit Anträgen auf Ausnahmeregelungen und Verzögerungstaktik. Viele der betroffenen Alten Herren traten freiwillig aus, um der eigenen Verbindung nicht zu schaden. Aber die Convente akzeptierten das oft nicht, so dass ihnen nur noch die freiwillige Einstellung des Aktivenbetriebes (Suspension) übrig blieb.
Um den Konflikt zwischen dem Interesse an den Studenten und der Ablehnung ihrer Werte zu überbrücken, verfolgten die Nazis eine Strategie von „Zuckerbrot und Peitsche“: Botmäßigkeit wurde belohnt, Verzögerungstaktik bestraft.
Die Verbindungen reagierten darauf unterschiedlich. Einige Dachverbände sahen ihre Aufgabe mit der Machtübernahme der Nationalsozialisten als erfüllt an und lösten sich auf, sei es freiwillig oder wegen des Drucks der Regierung. Andere versuchten, zu „überwintern“ und passten sich äußerlich an.
Sie wollten sich nicht auflösen, sondern ihre Werte und Traditionen für spätere Generationen bewahren. Sie hofften, dass Hitlers Herrschaft nur kurzlebig sei und gingen daher viele Kompromisse ein. Einige wenige verteidigten ihre Binnenstrukturen offensiv.
Die Konflikte wurden auch auf der Straße ausgetragen. Es kam immer häufiger zu Rempeleien und Prügeleien zwischen Verbindungsstudenten und nationalsozialistischen Kameradschaftsangehörigen. Besonders heftig waren die so genannten Göttinger Krawalle, bei denen im Juli 1934 an zwei Tagen regelrechte Straßenschlachten zwischen Anhängern der Nationalsozialisten und Verbindungsstudenten stattfanden. Am Ende ging die Polizei mit gezogenen Säbeln und Gummiknüppeln, aber auch die Feuerwehr mit Wasserwerfern gegen die Verbindungsstudenten vor, von denen einige verhaftet wurden. Den Höhepunkt bildeten die Ereignisse um das Heidelberger Spargelessen, bei dem im Mai 1935 einige Corpsstudenten öffentlich ihr Missfallen über Adolf Hitler zum Ausdruck brachten.
Die Nationalsozialisten nutzten diese Vorfälle mit Hilfe der gleichgeschalteten Presse sofort aus, um publizistischen Druck für die Gleichschaltung auch der Studentenverbindungen zu machen. So schrieb die NSZ-Rheinfront am 12. Juli 1935:
Nester der Reaktion
Weg mit den Korporationen!
Dreiviertel aller Studentenkorporationen verweigern eine nationalsozialistische Führung
Am 10. Juli ist bekanntlich die Frist abgelaufen, bis zu der sich die Korporationen zu gemeinsamer Arbeit mit dem Studentenbund melden sollten. Wie aus einzelnen Gauen berichtet wird, hat sich kaum ein Viertel der Korporationen zu dieser freiwilligen Zusammenarbeit verpflichtet.
Von den Universitäten Köln, Aachen und Bonn wird gemeldet, daß von insgesamt einhundertfünf Korporationen nur fünfundzwanzig sich zur Zusammenarbeit im nationalsozialistischen Sinne bereit erklärt haben. Nur sie wollen sich der politischen Schulung und Führung durch den nationalsozialistischen Studentenbund unterziehen. …
Es ist ganz klar, daß aus diesem Verhalten der Korporationen die Konsequenzen von seiten des nationalsozialistischen Studentenbundes gezogen werden. Auf dieser Linie liegt auch der gestrige Erlaß Stabschefs Lutze, daß das Couleurtragen in SA-Uniform verboten ist.
In den Jahren 1935 und 1936 wurden mehrere einschneidende Beschlüsse gefasst. Am 25. Juni 1935 erließ Albert Derichsweiler als Führer des NSDStB Richtlinien für die weltanschauliche Schulung in den Korporationen. Kurz danach, am 7. Juli 1935, verbot Baldur von Schirach den Angehörigen der Hitlerjugend (HJ) die Mitgliedschaft in einer studentischen Verbindung. Auslöser hierfür war die „Verächtlichmachung des Führers“ beim Spargelessen des Heidelberger Corps Saxo Borussia.
Im Frühjahr 1936 verbot Rudolf Heß in seiner Funktion als Stellvertreter des Führers allen studierenden Angehörigen der NSDAP die Mitgliedschaft in einer studentischen Verbindung.
Zwischen 1934 und 1936 hatten sich die meisten Studentenverbindungen entweder selbst aufgelöst oder waren zwangsaufgelöst worden. Die Altherrenverbände und einige wenige (vor allem katholische) aktive Studentenverbindungen existierten noch bis etwa 1938 (Himmler-Erlass vom 20. Juni 1938). Da die Nationalsozialisten die Alten Herren zur Finanzierung der Kameradschaften brauchten, tarnten sich viele Verbindungen als Kameradschaften, um so trotz strengen Verbots möglichst viele alte Werte und Sitten heimlich weiter zu vermitteln. Danach war die große Mehrheit der Studenten Mitglieder in den nun zahlreich gegründeten Kameradschaften. Diese übernahmen nun auch die Häuser der Studentenverbindungen.
1938 verkündete Reichsstudentenführer Gustav Adolf Scheel dann das Ende der traditionellen Studentenverbindungen.
Im Krieg ließ jedoch seit etwa 1941 die Überwachung der Universitäten wieder nach. Dort studierten fast nur noch verwundete Kriegsheimkehrer. So konnten sich lokal einige Verbindungen heimlich neu gründen, Veranstaltungen in Couleur abhalten und sogar Mensuren fechten. Im NS-Dozentenbund galten die Kameradschaften schon bald als „Abklatsch von schlechten Korporationen“. 1944 planten Kösener Corpsstudenten aus Leipzig, Würzburg, Tübingen und Bonn sogar, ihren Dachverband wieder zu gründen und feierten in Couleur eine Kneipe auf der Rudelsburg, dem traditionellen Treffpunkt des Verbandes. Doch der dazu nötige Schriftverkehr fiel auf. Die Gestapo strengte ein Ermittlungsverfahren wegen „Gründung neuer Parteien und Hochverrat“ an. Die Ermittlungsakten wurden jedoch bei einem alliierten Bombenangriff in Berlin im Frühjahr 1945 vernichtet.
Eine Reihe von Verbindungsstudenten machten Karriere in Hitlers Partei und Staat. Andere beteiligten sich an Widerstandsversuchen. Sie gehörten zum inneren Führungskreis der Attentäter des 20. Juli 1944, zum Kreisauer Kreis, zur Bekennenden Kirche oder starben als Einzelkämpfer oder Geistliche in Gestapohaft und Konzentrationslagern.
Obwohl genaue Zahlen schwer zu ermitteln sind, ist davon auszugehen, dass einige zehntausend Verbindungsstudenten im Krieg fielen oder an Kriegsfolgen starben.

## Geschichte seit der Nachkriegszeit
Nach 1945 verboten die alliierten Militärregierungen einen Großteil der deutschen Vereinigungen, so auch die Studentenverbindungen. Für Studentenverbindungen wurde dieses generelle Verbot 1950 aufgehoben.
Ab etwa 1947 versuchten sich einige Studentenverbindungen in Westdeutschland und Österreich wiederzugründen. Bis 1950 war die Wiederbelebung des Korporationswesens sehr weit fortgeschritten.

### Bundesrepublik Deutschland

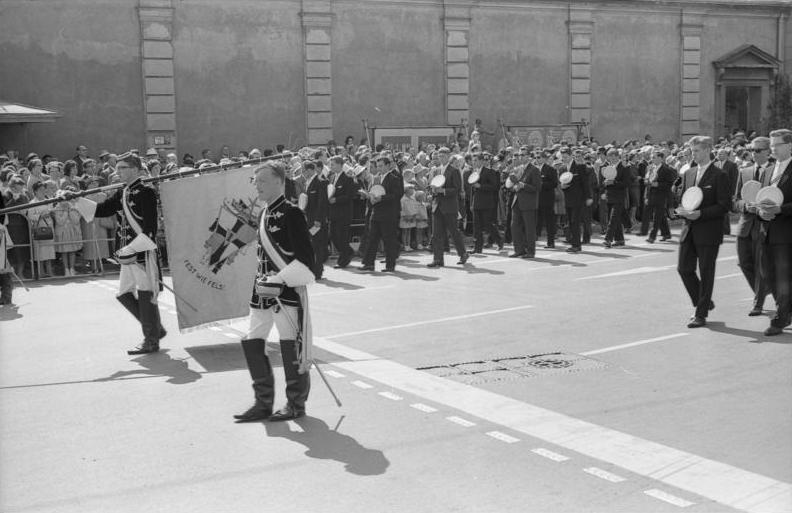
Fronleichnamsprozession in München (1960)

1949 erklärte die Westdeutsche Rektorenkonferenz in Tübingen: 

„Im Bilde der kommenden studentischen Gemeinschaft wird kein Platz mehr sein für Veranstaltungen von Mensuren, die Behauptung eines besonderen Ehrbegriffs, die Abhaltung geistloser und lärmender Massengelage, die Ausübung einer unfreiheitlichen Vereinsdisziplin und das öffentliche Tragen von Farben.“

Viele Universitäten änderten ihre Hochschulordnungen entsprechend dem Tübinger Beschluss der WRK. Einige Universitäten versuchten ausdrücklich Alternativen des studentischen Zusammenlebens als integralen Bestandteil der Universität zu schaffen. Das Verbot von Korporationen durch Universitäten wurde einige Jahre später vor Gericht für unrechtmäßig erklärt. Jedoch versuchten einige Universitäten Verbindungen (besonders schlagende) fernzuhalten, indem sie sie nicht als Vereine an der jeweiligen Uni registrierten. An der TU Berlin beispielsweise wurde Corps Lusatia als erste Verbindung mit Mensurpflicht erst 1963 anerkannt. Die gleiche Verbindung erzwang 1968 in einem Musterprozess vor dem Verwaltungsgericht auch die offizielle Anerkennung von der FU Berlin. Verbote einiger Universitäten, auf dem Universitätsgelände Farben zu tragen, wurden von Gerichten seinerzeit bestätigt; allerdings haben sie heute keine Bedeutung mehr.
Aufgrund der Schwierigkeiten und der ablehnenden Haltung von verschiedenen Seiten wurden die ersten Mensuren nach dem Zweiten Weltkrieg denn auch heimlich und mit ungeklärter Rechtslage gefochten. Polizeiliche Verfolgungen fanden statt, Ausrüstung wurde beschlagnahmt. Im Jahre 1951 wurden die Studenten von Studnitz (Corps Bremensia Göttingen) und Saalbach (Corps Hannovera Göttingen) nach einem auswärts veranstalteten Pauktag in Göttingen „abgefasst“. Daraufhin fand vor der Großen Strafkammer in Göttingen ein Prozess statt. Das Urteil vom 19. Dezember 1951 lautete auf Freispruch, da eine Mensur kein Duell mit tödlichen Waffen sei. Körperverletzung mit Einwilligung sei nicht strafbar (§ 226 a StGB) und auch nicht sittenwidrig. Nach einer Revision der Staatsanwaltschaft bestätigte der Bundesgerichtshof das Urteil am 29. Januar 1953 (BGHSt 4/24) (Siehe auch: Göttinger Mensurenprozess). Voraussetzung für die Straffreiheit war jedoch, dass die Mensur nicht zum Austragen von Ehrenhändeln diente und dass die verwendeten Schutzwaffen sicherstellten, dass tödliche Verletzungen ausgeschlossen seien.
Der Disziplinar-Dreierausschuss der Universität Göttingen verhängte am 29. Januar 1952 gegen von Studnitz und sieben Mitglieder einer studentischen Landsmannschaft die Strafe der Nichtanrechnung eines Semesters wegen Mensurenschlagens. Das Verwaltungsgericht Hannover, Kammern Hildesheim, hob die Entscheidung wieder auf (Urteil vom 25. März 1954, DVBl 54/680; NJW 54/1384). Dem Weinheimer Corpsstudenten Janssen wollte die Freie Universität Berlin die Immatrikulation verweigern, weil er sich zum Mensurenschlagen bekannt hatte. Diese Entscheidung wurde am 24. Oktober 1958 vom Bundesverwaltungsgericht aufgehoben (BVerwGE 7/287, mit Bezug auf die Entscheidung des Bundesgerichtshofes vom 29. Januar 1953).
Der Verzicht auf die Austragung von Ehrenhändeln mit der Waffe wurde dann auch gegenüber dem damaligen deutschen Bundespräsidenten Theodor Heuss bei einem persönlichen Treffen am 8. April 1953 von den Delegationen aller maßgeblichen mensurschlagenden Verbände (Kösener Senioren-Convents-Verband, Weinheimer Senioren-Convent, Deutsche Burschenschaft und Coburger Convent) bestätigt. Damit gehörte das studentische Duellwesen endgültig der Vergangenheit an.
Auf dem SPD-Parteitag vom 4. Mai 1954 in Berlin wurde auf Betreiben von Erich Ollenhauer und des SDS ein Unvereinbarkeitsbeschluss verabschiedet, nach dem die aktive Mitgliedschaft in einer Studentenverbindung mit einer Mitgliedschaft in der SPD unvereinbar war. Der Beschluss wurde nach vorangegangenen Gesprächen mit den studentischen Verbänden im Januar 1967 aufgegeben, da sich die SPD im Rahmen ihres Godesberger Programms mehr der politischen Mitte hin öffnen wollte. In diesem Zusammenhang wurde dann der SDS selbst Opfer eines Unvereinbarkeitsbeschlusses.
Die volle Anerkennung der Verbindungen durch die Regierung fand 1961 ihren Abschluss, als die Korporationsverbände in die Förderung des Bundesjugendplanes aufgenommen wurden.
Die Verbindungen an Hochschulen der DDR, aus dem ehemaligen Königsberg, Danzig, Breslau, Prag und Brünn hatten mittlerweile auch ihren Standort nach Westdeutschland oder Österreich verlegt. Dabei hatten viele mit befreundeten Verbindungen fusioniert, um ihre Ressourcen für den Wiederaufbau zu konzentrieren.
Die baltischen Verbindungen, die in Riga und Dorpat, aber auch in Moskau oder Sankt Petersburg eine eigene Kultur entwickelt hatten, gründeten nach dem Krieg zwei neue Corps in Göttingen und Hamburg sowie eine fakultativ schlagende Verbindung in München.
Nach und nach gaben viele Dachverbände auch Schuldeingeständnisse zu ihrem Verhalten im „Dritten Reich“ ab: zunächst christlich orientierte Verbindungen wie der Schwarzburgbund, die sich dabei an die Kirchen anlehnten.
Jüdische Studentenverbindungen haben sich bis heute nicht wieder gegründet. Ein ausgewanderter jüdischer Dachverband existiert aber immer noch in New York.
Von 1961 bis 1965 gehörten dem Deutschen Bundestag (Vierte Wahlperiode) insgesamt 76 von 499 Abgeordneten einer studentischen Korporation an. Das entspricht einer Quote von 15 Prozent. Davon waren 61 Abgeordnete der CDU/CSU zugehörig, zehn der FDP und fünf der SPD.

### Die Studentenbewegung
Der anhaltende wirtschaftliche Nachkriegsaufschwung und spätere Bildungsreformen gewährten in der Bundesrepublik ab 1960 allmählich Kindern aus allen gesellschaftlichen Schichten Zugang zu höherer Bildung. Ab 1970 wurden neue Universitäten und Gesamthochschulen gegründet, u. a. in Bochum, Salzburg und Linz in Österreich. Hier fanden neue Verbindungsangebote an interessierte Studenten ein fruchtbares, zum Teil aber auch ablehnendes Feld.
Denn mit der seit 1965 aufkommenden Studentenbewegung erwuchs den Verbindungen starke Konkurrenz. Diese war ein Teil des internationalen reformerischen Aufbruchs, der besonders 1968 von Berkeley (USA) über Paris, Berlin bis Prag reichte. Die deutsche „68-er“-Generation rebellierte gegen das Totschweigen der Verbrechen des „Dritten Reiches“ durch die Elterngeneration und deckte die unaufgearbeiteten Verstrickungen erheblicher Teile der deutschen Wissenschaft in der Hitlerzeit auf. Der die Diskussion bestimmende Teil der damals Studierenden sah die gründliche Aufarbeitung und Abkehr von kompromittierten Traditionen, die das Dritte Reich vorbereitet hatten, als Voraussetzung für jeden weiteren wissenschaftlichen und sozialen Fortschritt an.
Der gesellschaftliche Umbruch reichte über die Universitäten hinaus: In der Bundesrepublik Deutschland begann die neu gebildete Sozialliberale Koalition eine Aussöhnungspolitik mit dem Osten und schuf damit wesentliche Voraussetzungen für die heutige deutsche Einheit. Die sexuelle Revolution, Dritte-Welt-Solidarität, Ökologiebewegung, Hausbesetzerbewegung, aber auch der RAF-Terrorismus waren nur einige Aspekte, die die tiefgreifende Veränderung des gesellschaftlichen Klima zeigten.
Daran hatten die konservativen deutschen Studentenverbindungen kaum Anteil. Das Vertreiben des „Muffs von 1000 Jahren unter den Talaren“ betraf auch ihre Sitten und Gebräuche. Das empfanden viele als Angriff auf alle bestehenden Gesellschaftsstrukturen, gegen den sie ihre Traditionen umso mehr verteidigten. Aus diesem Beharrungsvermögen rührt ein Teil der heutigen Vorbehalte gegen studentische Verbindungen. Dabei geht es weniger um deren gemeinschaftsstiftende Elemente als um das Festhalten von als überholt empfundenen Formen, Ideen und den damit einhergehenden (vermuteten) politischen Positionen.
Die Studentenbewegung hat die universitäre Landschaft nachhaltig beeinflusst: Eine erweiterte Mitbestimmung – Drittel- und Viertelparität – in den Gremien der akademischen Selbstverwaltung eröffnete den Studenten eine Fülle an neuen politischen Wirkungsmöglichkeiten. Es existiert heute an den Universitäten eine pluralistische Vielfalt von Vereinigungen. Darunter sind studentische Selbstverwaltungsorgane wie AStA-Referate für hochschul- und gesellschaftspolitische Fragen (z. B. Schwulenreferate, Ausländerreferate), politische Fachbereichsinitiativen, Freizeiteinrichtungen, z. B. Studentencafés, Entrepreneur-Vereine und Ausgründungsinitiativen zur Karriere-Förderung. Studentische Dachverbände wie die fzs verstehen sich bewusst als Gegengewicht zu herkömmlichen Verbindungen, lehnen diese ab und bekämpfen sie offen.
Die Verbindungen mussten infolge dieser neuen Tatsachen zunächst einen relativ starken Rückgang des Anteils an Korporierten und der absoluten Mitgliedszahlen hinnehmen. Viele Verbindungen mussten ihren aktiven Betrieb einstellen. Einige, die bisher nur Männer aufnahmen, versuchten sich durch die Aufnahme von Studentinnen zu stabilisieren. Das gelang in einigen Fällen, in den meisten jedoch nicht. Die rückläufige Entwicklung kam erst ab 1980 zum Stillstand. Seit etwa 1985 ist wieder eine Zunahme an neuen Mitgliedern zu beobachten. Viele Verbindungen, die seit 1970 ihren aktiven Betrieb eingestellt hatten, haben ihren Aktivenbetrieb wieder aufgenommen. Dabei folgen die meisten dieser Verbindungen ihren traditionellen Wurzeln, eine deutlich veränderte inhaltliche Ausrichtung ist eher selten zu beobachten.

### Deutsche Demokratische Republik (DDR)

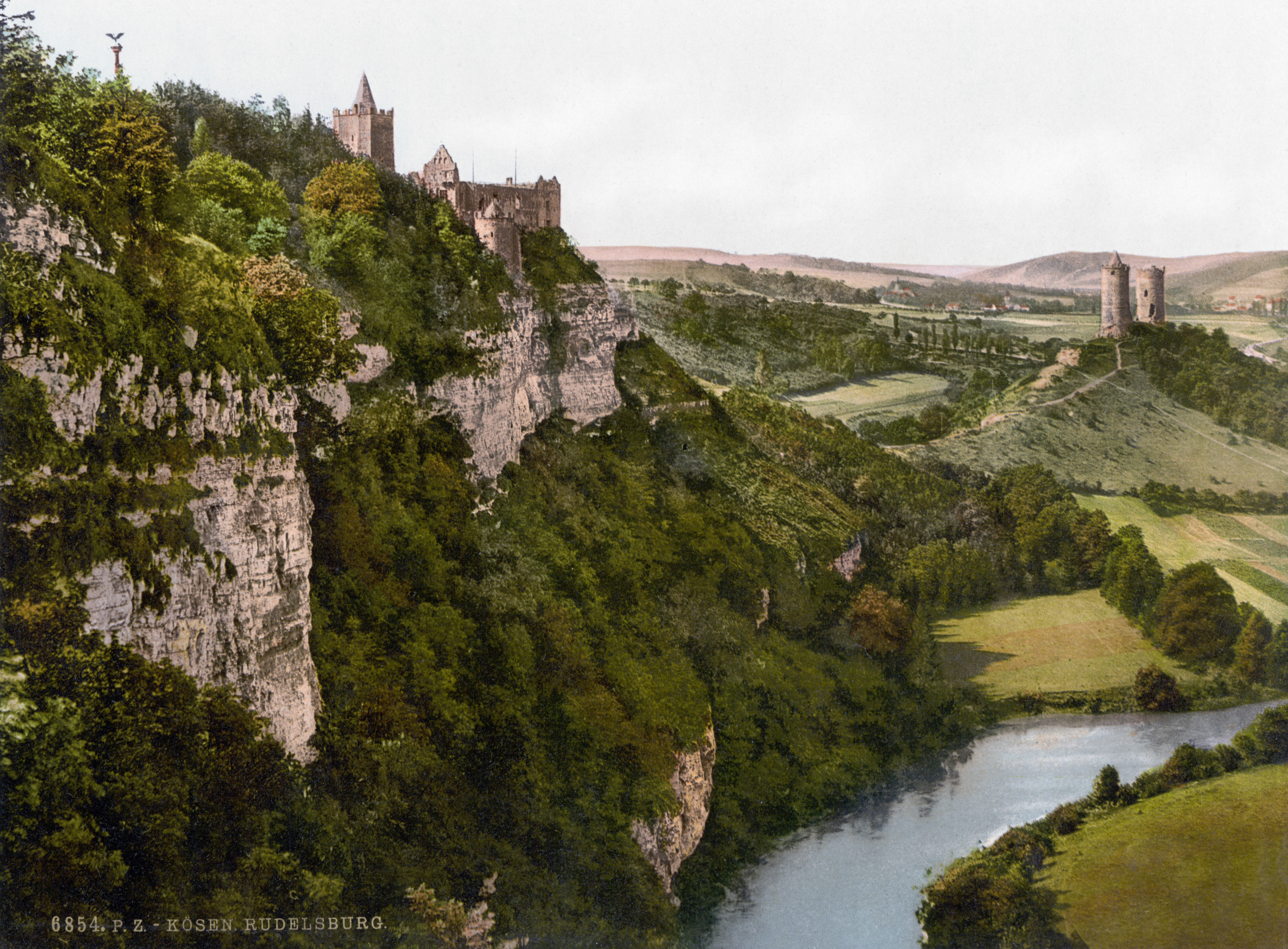
Rudelsburg und Burg Saaleck dienten auch in DDR-Zeiten studentischen Zusammenkünften

In der Deutschen Demokratischen Republik galten Studentenverbindungen als Relikt aus bürgerlichen und feudalistischen Zeiten, als den Kindern der werktätigen Bevölkerung der Zugang zu den Universitäten versperrt war. Aus der Sicht der neuen kommunistischen Führung sollten jetzt die Kinder der Arbeiter studieren, für die Symbole und Rituale des Klassenfeindes war jetzt kein Platz mehr. Der Marxismus-Leninismus wurde zu einem wichtigen Teil des Studiums, nicht nur in den Geistes- und Sozialwissenschaften.
Dennoch waren bereits in der Frühphase der DDR Alte Herren von Studentenverbindungen – ohne ihre Vergangenheit zu thematisieren – in der Führungselite des neuen Staates vertreten. So war Heinrich Homann, von 1972 bis 1989 Vorsitzender der NDPD, in den Jahren 1960 bis 1989 stellvertretender Vorsitzender des Staatsrates, Mitglied beim Corps Thuringia Jena und beim Corps Brunsviga Göttingen. Reinhold Lobedanz, Mitglied beim Corps Lusatia Leipzig, war von 1949 bis zu seinem Tode im Jahre 1955 Präsident der Länderkammer der DDR. Johannes Dieckmann, Mitglied des VDSt Berlin, war Mitbegründer der „Liberal-Demokratischen Partei Deutschlands“ (LDPD) in Sachsen. Er war stellvertretender Vorsitzender der LDPD und Präsident der Volkskammer der DDR (1949–1969) sowie stellvertretender Vorsitzender des Staatsrates der DDR (1960–1969) und Präsident der Gesellschaft für Deutsch-Sowjetische Freundschaft (DSF) (1963–1968).
Das hatte aber keine Auswirkungen auf die Verhältnisse an den Hochschulen. Die auf dem Gebiet der DDR ansässigen Studentenverbindungen versuchten, so viel Material und Erinnerungsstücke wie möglich in den Westen zu retten und dort an einer anderen Universität eine neue Existenz aufzubauen. Die in der DDR verbliebenen Alten Herren verhielten sich unauffällig. Die Erinnerung aber an die alten Traditionen wurde aus dem Bewusstsein der Bevölkerung weitgehend getilgt.
Aber schon in den frühen 60er Jahren begannen sich Studenten in der DDR wieder für die studentischen Traditionen zu interessieren, wobei jedoch vorsichtig und heimlich Material von Dachböden zusammengesucht werden musste. Erster Punkt des Interesses war das alte Studentenlied, dann kamen die Traditionen der Kneipe und des Kommerses. Einige begannen sich auch für das studentische Fechten (Mensur) zu interessieren.
Während in den 1960er und 1970er Jahren die Aktivitäten noch unsystematisch und ungezielt abliefen und auf reine Freizeitgestaltung ausgerichtet waren, bildeten sich in den frühen 1980er Jahren die ersten Studentenverbindungen.
Als älteste bekannte Verbindung in der DDR gilt die Keynhausia zu Leipzig, die 1964 gegründet wurde. Aus den sich nach und nach entwickelnden Verbindungen ergaben sich immer mehr Kontakte untereinander.
Im Jahre 1985 veröffentlichte der DDR-Autor Klaus-Dieter Stefan im Ostberliner Verlag Neues Leben sein Taschenbuch Blind wie zu Kaisers Zeiten – Säbel, Seidel, Schmisse: Neue „Burschenherrlichkeit“, das im Klappentext verlauten ließ:
Sie sind keine Ritter von trauriger Gestalt im Kampf gegen Windmühlen. Sie sind nicht tragisch, nicht komisch, sondern kreuzgefährlich – wenn Widerstand sie nicht hindert. Sie saufen, grölen und fechten wie in alten Zeiten und schlagen sich durch bis ins Zentrum der Macht. Von der Mensur zum Minister oder Monopolisten, stets auf Kreuzzug gegen Fortschritt und Frieden. Sie sind Relikt und Realität in einem und sorgen für Schlagzeilen wie selten zuvor – Burschenschaften und Korporationen in der BRD.
Dieses Werk nimmt keinerlei Bezug auf die damaligen Entwicklungen zur Gründung von Studentenverbindungen in der DDR selbst, sondern behandelt das Thema ausschließlich als Phänomen der kapitalistischen Gesellschaft Westdeutschlands. Thematik und Argumentation gleichen denen der entsprechenden verbindungskritischen Literatur aus dem politisch linken Lager in der Bundesrepublik (siehe auch: Burschi-Reader).
Am 29. Mai 1986 gab es ein erstes offizielles Zusammentreffen von Vertretern verschiedener Verbindungen aus Dresden, Erfurt, Halle (Saale), Jena, Leipzig und Magdeburg in Schmiedeberg im Gasthaus „zur Schmiede“.
Am 20. Juni 1987 richtete die Salana Jenensis einen ersten Allianzkommers auf der Rudelsburg aus.
Im Januar 1988 versuchte die Staatsmacht, die ganze Angelegenheit, die bis dahin im Untergrund lief, zu kontrollieren. Dazu wurde in Halle (Saale) der Kulturbund-Freundeskreis „Studentische Kulturgeschichte“ gegründet, der bis Mai 1989 bestand. In diesem Zeitraum wurden staatlicherseits auch zwei Schallplatten mit Studentenliedern produziert.
Die Entwicklung endete am 10. Februar 1990 mit der Gründung der Rudelsburger Allianz (RA). Diese ist ein Freundschaftsbund. Mitglieder der RA können solche Verbindungen werden, die vor dem 9. November 1989 eine Tradition in der DDR besitzen. Den Mitgliedern der RA steht es frei, sich anderen Dachverbänden anzuschließen.

### Die Wiedervereinigung

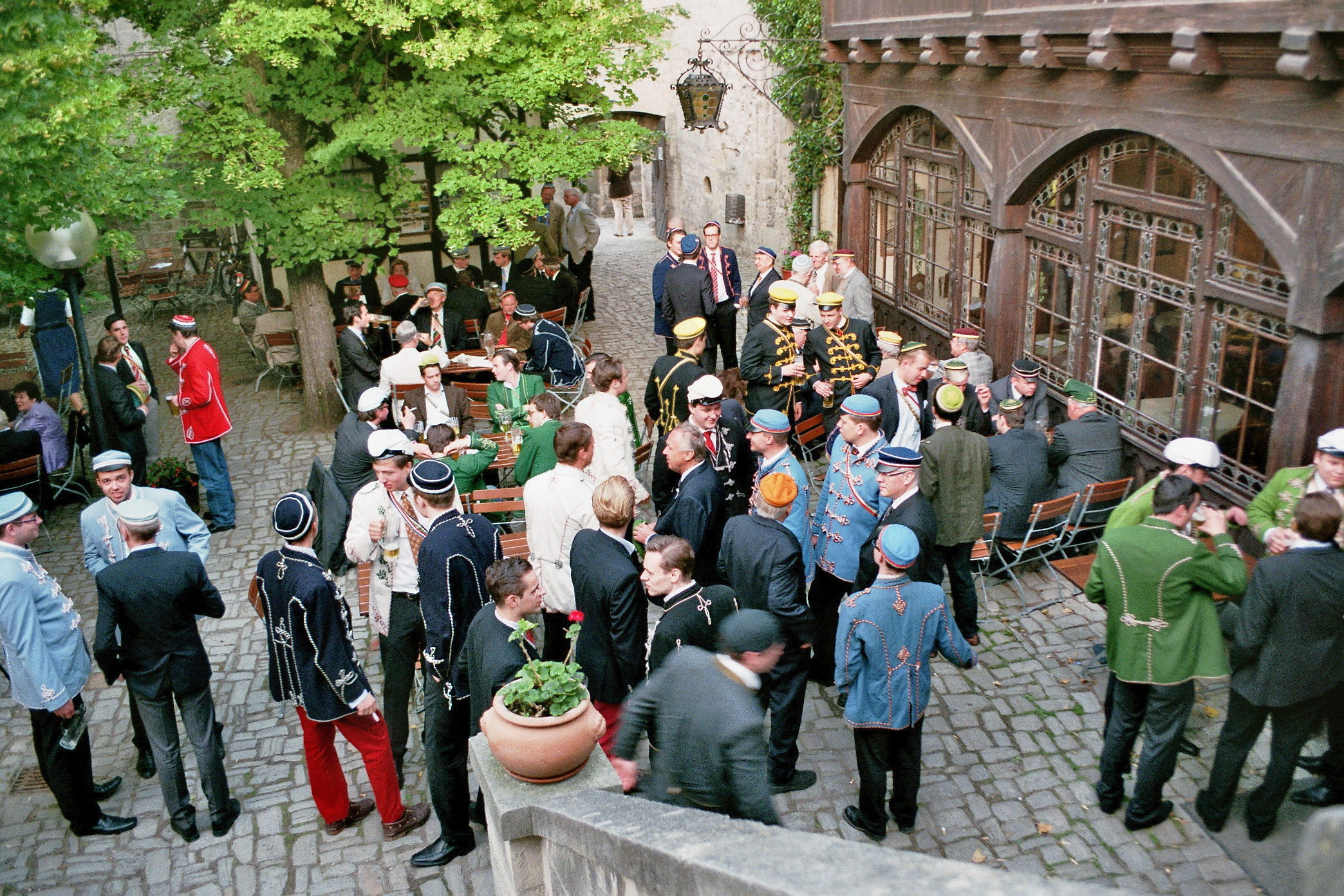
Corpsstudenten auf der Rudelsburg bei Bad Kösen (Sachsen-Anhalt) im Jahre 2011

Nach der Wende (DDR) wurde es auf dem Gebiet der DDR wieder möglich, die dort ursprünglich ansässigen Studentenverbindungen an den Universitäten neu zu beleben. Viele Verbindungen verlegten ihren Sitz aus dem Westdeutschland an die Heimatuniversitäten wie Jena, Leipzig, Halle, Rostock, Greifswald, Dresden, Freiberg und Tharandt. Teilweise wurden neue Universitätsstädte wie Potsdam, Magdeburg und Frankfurt (Oder) für Verbindungen erschlossen.
Die Studentenverbindungen im Gebiet der neuen Länder hatten besonders in der Anfangszeit damit zu kämpfen, dass ihre Tradition seit 1933, also seit über 70 Jahren, von den jeweils herrschenden politischen Systemen negativ belegt worden war. Auch fehlten anfangs die für das Verbindungsleben wichtigen Alten Herren im Umfeld der jeweiligen Universitätsstadt.
Der Kösener Senioren-Convents-Verband und der Verband Alter Corpsstudenten veranstalten seit 1994 den Congress und den Abgeordnetentag wieder in Bad Kösen.

### Europäisierung und Globalisierung
Mittlerweile gibt es auch Bestrebungen auf europäischer Ebene mit Studentenverbindungen in anderen Ländern zusammenzuarbeiten. Ein Beispiel hierfür ist der Europäische Kartellverband, ein im Jahre 1975 gegründeter Zusammenschluss von katholischen Studentenverbindungen und -vereinen. Ein anderer Ansatz wurde mit dem im November 2002 in Würzburg abgehaltenen ersten Weltkorporationstag verfolgt. Es handelte sich dabei um ein Treffen von Studentenverbindungen aus aller Welt, der mit einer gemeinsamen Entschließung endete.
Seit der Unabhängigkeit der baltischen Staaten hat sich auch eine rege Zusammenarbeit zwischen den deutsch-baltischen Verbindungen in Deutschland und den nach deutschem Vorbild gegründeten estnischen und lettischen Verbindungen in Dorpat, Riga und Reval ergeben. Gemeinsame Veranstaltungen und Aktionen haben das Ziel, die Integration des Baltikums in die Europäische Union zu fördern.
Auch die Tradition der Mensur findet Anklang bei Studentenverbindungen außerhalb des deutschsprachigen Raumes. So ist Corps Flaminea zu Löwen Mitglied im pflichtschlagenden Kösener Senioren-Convents-Verband (KSCV) und schlägt Mensuren an verschiedenen Hochschulorten Deutschlands.
Obwohl heute noch einige Verbindungen (vorwiegend in der Deutschen Burschenschaft) aufgrund ihrer „Verbundenheit mit dem deutschen Volk“ nur ethnische Deutsche als Mitglieder aufnehmen, hatten die meisten Verbindungen – teilweise schon seit dem 19. Jahrhundert – ganz selbstverständlich auch ausländische Mitglieder. Aufgrund der Globalisierung nimmt der Trend natürlich zu. Heute gibt es „deutsche“ Verbindungsstudenten nicht nur aus fast allen Ländern Europas und verschiedenen Teilen Amerikas, sondern auch aus Asien und Afrika.
Der türkische Staatsbürger und Muslim Aydin Karaduman wurde im Jahre 1993 Vorortsprecher des Weinheimer Senioren-Conventes, also des Dachverbands der Corps, die vorwiegend an Technischen Universitäten ansässig sind. Er war damit der erste Ausländer an der Spitze eines deutschen Korporationsverbands.
Auf Antrag einiger junger Partei- und Juso-Mitglieder beauftragte der Bundesparteitag der SPD in Karlsruhe am 16. November 2005 den Parteivorstand zu prüfen, ob die „Mitgliedschaft in einer studentischen Burschenschaft oder in einem Corps“ grundsätzlich für unvereinbar mit der Mitgliedschaft in der SPD erklärt werden kann. Einen ähnlichen Unvereinbarkeitsbeschluss hatten in den Jahren zuvor die Juso-Hochschulgruppen getroffen. Nach Protesten verschiedener studentischer Verbände und dem Convent Deutscher Akademikerverbände (CDA) gegen diesen Antrag, beschloss der Vorstand der SPD am 27. März 2006 lediglich, dass eine Mitgliedschaft in der SPD mit einer Mitgliedschaft in einer Burschenschaft der Burschenschaftlichen Gemeinschaft unvereinbar ist. Die Mitgliedschaft in einer anderen Verbindung ist nicht ausreichend für die Unvereinbarkeit mit der Mitgliedschaft in der SPD. Hier gilt weiterhin, wie sonst auch, die Einzelfallprüfung. Als Reaktion auf die innerparteiliche Diskussion des Jahres 2006 wurde am 22. Juli des Jahres der Lassalle-Kreis gegründet, ein unabhängiges Netzwerk von Männern und Frauen, die sowohl einer Studentenverbindung als auch der SPD angehören. Namenspate war der Burschenschafter und Sozialdemokrat Ferdinand Lassalle. Der Lassalle-Kreis hat sich zum Ziel gesetzt, die Interessen von Korporierten innerhalb der SPD zu vertreten und bei allen Fragen mit Bezug auf das Verbindungsstudententum innerhalb der Partei als Ansprechpartner zu fungieren.

### Ältere Referenzwerke
- Ernst Hans Eberhard: Handbuch der akademischen Vereinigungen an den deutschen Universitäten : [die akademischen Vereinigungen an den Universitäten des Deutschen Reiches, sowie an der Kaiser-Wilhelms-Akademie, der Technischen, der Tierärztlichen und der Landwirtschaftlichen Hochschule, der Militär-Veterinär-Akademie und der Bergakademie zu Berlin, an der Technischen und Tierärztl. Hochschule in München, der Forstlichen Hochschule Aschaffenburg und der Akademie für Landwirtschaft und Brauerei Weihenstephan]. Leipzig 1904.
- Ernst Hans Eberhard: Handbuch des studentischen Verbindungswesens an den Hochschulen des deutschen Sprachgebietes. Leipzig 1925.
- Oskar Scheuer: Die geschichtliche Entwicklung des deutschen Studententums in Österreich mit besonderer Berücksichtigung der Universität Wien von ihrer Gründung bis zur Gegenwart. Wien 1910. GoogleBooks
- Otto Erich Ebert, Oskar Scheuer: Bibliographisches Jahrbuch für deutsches Hochschulwesen, Bd. 1. Wien Leipzig 1912. GoogleBooks. – Neudruck Nabu Press (2011), ISBN 978-1-24564055-8.

### Geschichte
- Hans-Georg Balder: Geschichte der Deutschen Burschenschaft. WJK, Hilden 2006, ISBN 3-933892-25-2.
- Rolf-Joachim Baum (Hrsg.): Wir wollen Männer, wir wollen Taten! – Deutsche Corpsstudenten 1848 bis heute. Siedler, Berlin 1998, ISBN 3-88680-653-7.
- Martin Biastoch: Studenten und Universitäten im Kaiserreich – Ein Überblick. In: Marc Zirlewagen (Hrsg.): „Wir siegen oder fallen“. Deutsche Studenten im Ersten Weltkrieg, Köln 2008 (= Abhandlungen zum Studenten- und Hochschulwesen 17), S. 11–24.
- Edwin A. Biedermann: Logen, Clubs und Bruderschaften. 2. Auflage. Droste, Düsseldorf 2007, ISBN 3-7700-1184-8.
- Harm-Hinrich Brandt, Matthias Stickler: Der Burschen Herrlichkeit – Geschichte und Gegenwart des studentischen Korporationswesens. Historia Academica, Bd. 36. Würzburg 1998, ISBN 3-930877-30-9.
- Michael Doeberl, Otto Scheel, Wilhelm Schlink, Hans Sperl, Eduard Spranger, Hans Bitter, Paul Frank (Hrsg.): Das akademische Deutschland. 4 Bde. und ein Registerband, dieser bearbeitet von Alfred Bienengräber, Berlin 1930–1931.
- Paulgerhard Gladen: Gaudeamus igitur – Die studentischen Verbindungen einst und jetzt. Callwey, München 1988, ISBN 3-7667-0912-7.
- Paulgerhard Gladen: Geschichte der studentischen Korporationsverbände. Die schlagenden und nichtschlagenden Verbände. 1985, ISBN 3-925615-13-X.
- Frank Grobe: Zirkel und Zahnrad. Ingenieure im bürgerlichen Emanzipationskampf um 1900 – Die Geschichte der technischen Burschenschaft (= Darstellungen und Quellen zur Geschichte der deutschen Einheitsbewegung im neunzehnten und zwanzigsten Jahrhundert; Bd. 16), Heidelberg: Universitätsverlag Winter 2009, XVIII + 702 S., ISBN 978-3-8253-5644-6.
- Michael Grüttner: Studenten im Dritten Reich. Schöningh, Paderborn 1995, ISBN 3-506-77492-1.
- Harald Lönnecker: „… der deutschen Studentenschaft und unserem Rechtsleben manchen Anstoß geben“ – Zwischen Verein und Verbindung, Selbsthilfeorganisation und Studienvereinigung. Juristische Zusammenschlüsse an deutschen Hochschulen ca. 1870–1918  (= Rostocker Rechtsgeschichtliche Reihe, Bd. 13). Shaker Verlag, Aachen 2013, IX u. 634 S., ISBN 978-3-8440-2166-0.
- Ernst Meyer-Camberg: Die Entstehung der Universitäten und ihrer Korporationen – Der Kampf um die Mitbestimmung an den hohen Schulen. Einst und Jetzt, Sonderheft 1985, S. 11–64.
- Robert Paschke: Studentenhistorisches Lexikon. GDS-Archiv für Hochschulgeschichte und Studentengeschichte, Beiheft 9. Köln 1999, ISBN 3-89498-072-9.
- Friedrich Schulze, Paul Ssymank: Das deutsche Studententum von den ältesten Zeiten bis zur Gegenwart. 4. Auflage. Verlag für Hochschulkunde, München 1932.
- Matthias Stickler: Universität als Lebensform? Überlegungen zur Selbststeuerung studentischer Sozialisation im langen 19. Jahrhundert. In: Rüdiger vom Bruch (Hrsg.): Die Berliner Universität im Kontext der deutschen Universitätslandschaft nach 1800, um 1860 und um 1910 (= Schriften des Historischen Kollegs, Kolloquien 76). München 2010, ISBN 978-3-486-59710-3 (Digitalisat), S. 149–186.
- Heinz-Joachim Toll: Akademische Gerichtsbarkeit und akademische Freiheit. Die sog. Demagogenverfolgung an der Christian-Albrechts-Universität zu Kiel nach den Karlsbader Beschlüssen von 1819. Wachholtz, Neumünster 1979, ISBN 3-529-02173-3. (Reihe Quellen und Forschungen zur Geschichte Schleswig-Holsteins, Band 73.)
- Sven Waskönig: Der Alltag der Berliner Verbindungsstudenten im Dritten Reich am Beispiel der Kösener Corps an der Friedrich-Wilhelms-Universität. In: Christoph Jahr (Hrsg.): Die Berliner Universität in der NS-Zeit. Bd. I: Strukturen und Personen. Steiner, Stuttgart 2005. ISBN 3-515-08657-9, S. 159–178.
- Harald Lönnecker: "Deutschland immer gedient zu haben ist unser höchstes Lob!" Zweihundert Jahre Deutsche Burschenschaften. Eine Festschrift zur 200. Wiederkehr des Gründungstagen der Burschenschaft am 12. Juni 1815 in Jena. Universitätsverlag Winter, Heidelberg 2015, ISBN 978-3-8253-6471-7.

### Brauchtum
- Martin Biastoch: Duell und Mensur im Kaiserreich am Beispiel der Tübinger Corps Franconia, Rhenania, Suevia und Borussia zwischen 1871 und 1895. SH-Verlag, Vierow 1995, ISBN 3-89498-020-6.
- Martin Biastoch, Bestimmungsmensuren, PP und Zweikämpfe im Tübinger SC zwischen 1880 und 1890, in: Einst und Jetzt, Bd. 35, 1990, S. 8–3.
- Bibliothek zur historischen deutschen Studenten- und Schülersprache. Bd. 1–6. Herausgegeben von Helmut Henne und Georg Objartel. Berlin; New York 1984 (Bd. 1: Historische deutsche Studenten- und Schülersprache. Einführung, Bibliographie und Wortregister von Helmut Henne, Heidrun Kämper-Jensen und Georg Objartel; Bd. 2: Wörterbücher des 18. Jahrhunderts zur deutschen Studentensprache. Herausgegeben von Helmut Henne und Georg Objartel; Bd. 3: Wörterbücher des 19. Jahrhunderts zur deutschen Studentensprache I. Herausgegeben von Helmut Henne und Georg Objartel; Bd. 4: Wörterbücher des 19. Jahrhunderts zur deutschen Studentensprache II. Herausgegeben von Helmut Henne und Georg Objartel; Bd. 5: Wissenschaftliche Monographien zur historischen deutschen Studenten- und Schülersprache. Herausgegeben von Helmut Henne und Georg Objartel; Bd. 6: Kleinere wissenschaftliche Beiträge zur historischen deutschen Studenten- und Schülersprache. Anhang: Verdeutschungswörterbücher. Herausgegeben von  Helmut Henne und Georg Objartel).
- Jan Carstensen, Gefion Apel (Hrsg.): Schlagfertig! Studentenverbindungen im Kaiserreich. Reader und Ausstellungskatalog im Auftrage des Landschaftsverbandes Westfalen-Lippe zur Ausstellung im Westfälischen Freilichtmuseum Detmold vom 15. August bis 31. Oktober 2006. In: Materialien des Westfälischen Freilichtmuseums Detmold – Landesmuseum für Volkskunde Nr. 2, Westfälisches Freilichtmuseum, Detmold 2006, ISBN 3-926160-39-X / ISSN 1862-6939.
- Christian Helfer: Kösener Brauch und Sitte. Ein corpsstudentisches Wörterbuch. 2., erweiterte Auflage. Akademie-Verlag, Saarbrücken 1991, ISBN 3-9801475-2-5.
- Peter Krause: O alte Burschenherrlichkeit. Die Studenten und ihr Brauchtum. 5., völlig überarbeitete Auflage. Styria, Graz / Wien / Köln 1997, ISBN 3-222-12478-7.
- Raimund Lang (Hrsg.): Ergo cantemus! Texte und Materialien zum Studentenlied. In: Gemeinschaft für Deutsche Studentengeschichte: GDS-Archiv für Hochschulgeschichte und Studentengeschichte, Beiheft 13. SH, Köln 2001, ISBN 3-89498-112-1.